# الطهارة في المسيحية
الطَّهَارَةُ فِي المَسِيحِيَّةِ هي شكل من أشكال التخلص من الأدناس، وهي على عدة أوجه: جسديّة، وروحيّة، وعقليّة، وأدبيّة. فجسديًا مطلوب من المؤمن المسيحي الاهتمام بنظافة بدنه، وفي مظهره الخارجي وفي نظافة ثيابه والاهتمام بالطيب والتعطر بالروائح العطرة، أما روحيًا فتعني الابتعاد عن النجاسة الروحيّة وهي الخطيئة حسب المفهوم المسيحي والتي تنبع من القلب ومصدرها القلب وحده حسب المفهوم المسيحي، أمّا من الناحية العقلية فهي اجتناب الأفكار النجسة مثل الاشتهاء.
الطهارة في الدين غسل جزء من أو كل الجسم ما يغطّيه، مثل الملابس بهدف التطهر، وهناك شكل آخر من التطهير، وهي الطهارة الروحية. ويُعتبر كل من طقس المعمودية وغسل الأرجل وغسل اليدين خلال القداس الإلهي وغسل اليدين والوجه قبل صلوات الساعات من طقوس الطهارة الجسدية والروحية في المسيحية. وفي زمن ترتليان، أحد آباء الكنيسة الأوائل، كان من المُعتاد أن يغسل المسيحيون أيديهم ووجوههم وأقدامهم قبل الصلاة أو الدخول إلى الكنيسة، وكذلك قبل تلقي القربان.
في الكتاب المقدس هنالك عدد من الآيات التي تحث وتدعو إلى النظافة الشخصية. منها على سبيل المثال حث بولس الطرسوسي في رسالته: «أَيُّهَا الأَحِبَّاءُ لِنُطَهِّرْ ذَوَاتِنَا مِنْ كُلِّ دَنَسِ الْجَسَدِ وَالرُّوحِ، مُكَمِّلِينَ الْقَدَاسَةَ فِي خَوْفِ اللهِ». كذلك فإن الغسل واجب اجتماعي له أهميته، فضلًا عن غسل الجسم كله، وغسل الأيدي والأرجل. شجعت الديانة المسيحية على الاعتناء بالنظافة الشخصية، وفي بعض الطوائف المسيحية، تتضمن النظافة عددًا من اللوائح المتعلقة بالنظافة قبل الصلاة، بالإضافة إلى تلك المتعلقة بالنظام الغذائي والشكل الخارجي والملابس. كما وشكلت إيديولوجية النظافة والتقدّم الاجتماعي جزءًا من الفرائض للطوائف والمجتمعات المسيحيّة.

## في الكتاب المقدس

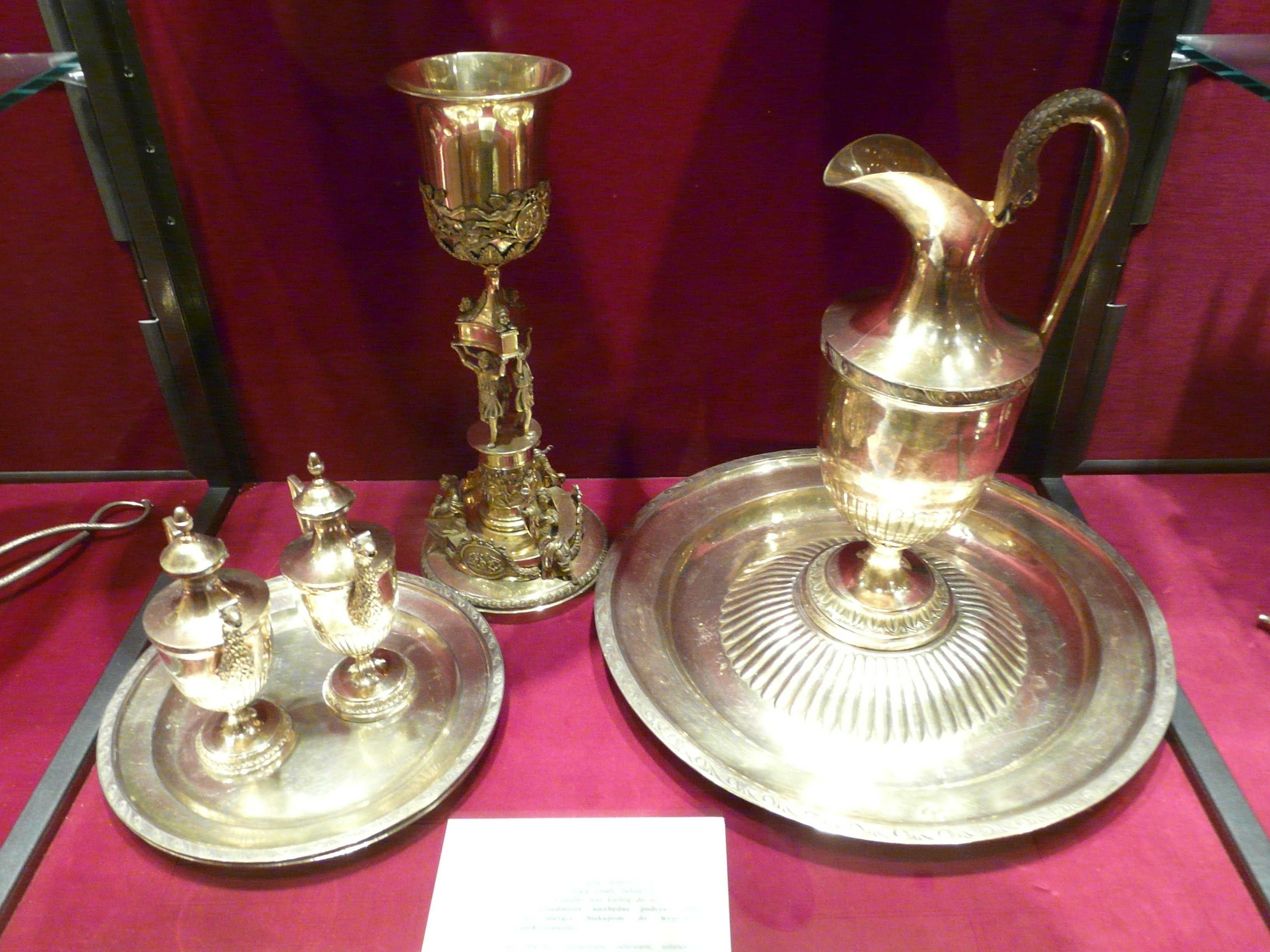
مقتنيات كنسيّة تُستخدم في طقس غسل الكاهن يديه خلال القداس الإلهي.

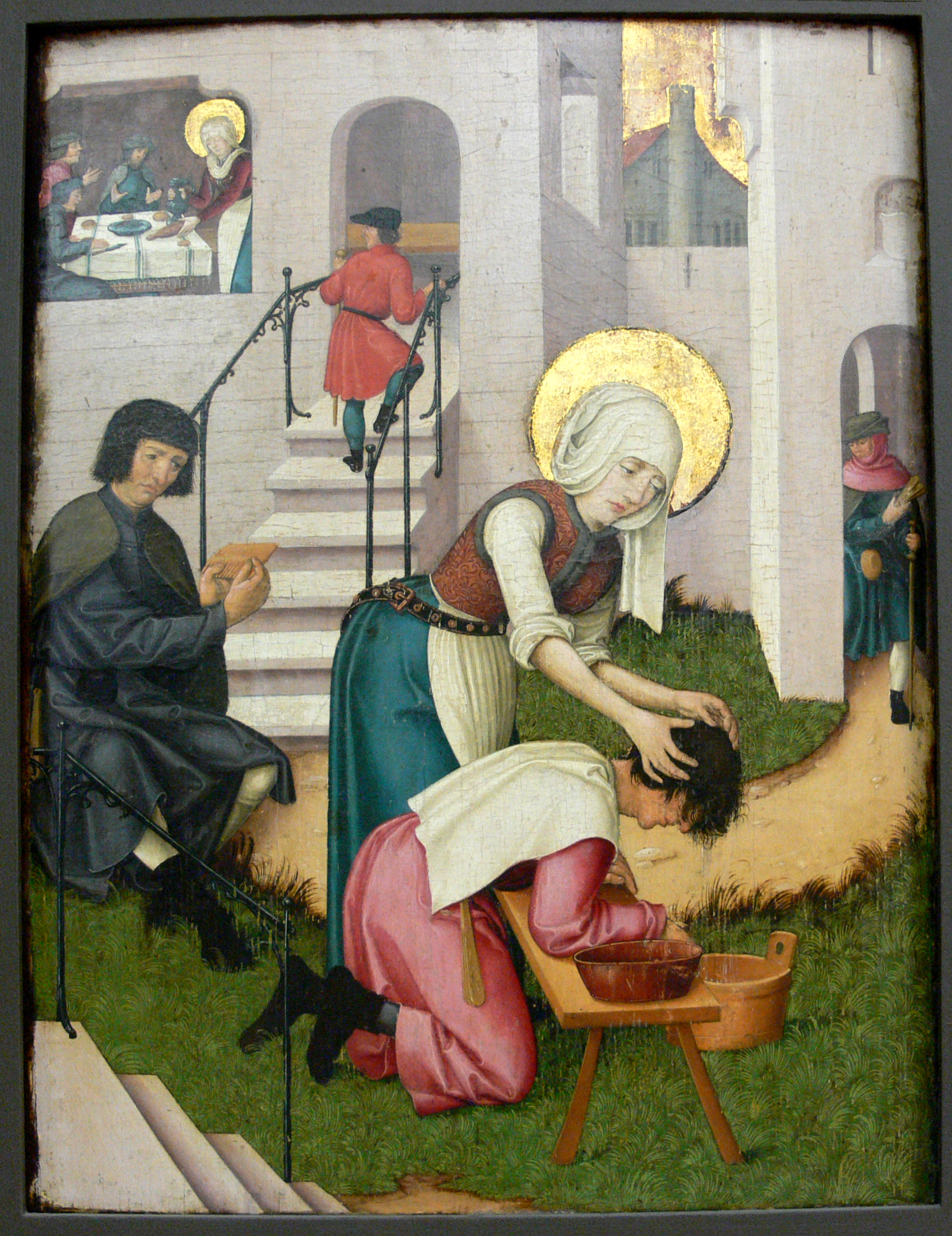
القديسة فيرينا شفيعة النظافة الشخصية في الثقافة المسيحية الشعبيّة.

في الكتاب المقدس، خاصة في العهد القديم، هناك عدد من طقوس الطهارة المطلوبة والمتعلقة في الولادة، والحيض، والعلاقات الجنسية، والانبعاثات الليليّة، وسوائل الجسم غير العادية، وأمراض الجلد، والموت والذبائح الحيوانية.
تسمى شرائع الطهارة «بالشرائع الاجتماعية»، وهي متنوعة فمثلًا نظافة الأسنان والفم مطلوبة، وفي الفصل الثاني عشر من سفر اللاويين هناك تنظيم لقواعد الحبل والولادة وكيفية الطهور بعدها إذ إن المرأة الحامل والحائض تعتبر نجسة. كذلك مراسيم الطهارة بعد الجماع وبعد أي سائل آخر يخرج من الجسم والذي يُعتبر عملاً نجسًا يجب الطهر منه، بالإضافة إلى عادة غسل الميت وفيها يتم غسل جسده كاملًا ويرتدي قبل الدفن أفضل الملابس، يُذكر أن هذه العادة تأخذ حيّز هام لدى الكنائس المسيحية الشرقية.
وتنص شريعة العهد القديم على ضرورة الاغتسال للتطهر قبل تأدية فرائض دينية معينة، وبعد أي شيء يسبِّب النجاسة. وهناك ثلاثة أشكال للطهارة:
- الحمام الطقوسي (مقفيه) وهو مكان مليء بالماء يستعمل من أجل الاستحمام التعبدي،[28] ومن أجل الطهارة بعد الجماع، وللرجال بعد خروج المني في النوم أو الجماع، وللسيدات بعد الدورة الشهرية والولادة وللمتهودين.
- غسل القدمين واليدين (للكهنة قبل أداء الفرائض في الهيكل).
- غسل اليدين.[29]

كما وتنص شريعة العهد القديم على ضرورة غسل اليدين قبل الأكل أو الصلاة، وبعد الاستيقاظ من النوم، وبعد زيارة المدافن أو دخول دورة المياه.
في المسيحية هناك عدة أوجه للنظافة: نظافة جسديَّة، وروحيَّة، وعقلية، وأدبية. فجسديًا مطلوب من المؤمن المسيحي الاهتمام بنظافة بدنه، وفي مظهره الخارجي وفي نظافة ثيابه والاهتمام بالطيب والتعطر بالروائح العطرة، أما روحيًا فتعنى الابتعاد عن النجاسة الروحية وهي الخطيئة حسب المفهوم المسيحي والتي تنبع من القلب ومصدرها القلب وحده حسب المفهوم المسيحي، أما من الناحية العقلية فهي اجتناب الأفكار النجسة مثل الاشتهاء فمثلًا قال يسوع: «وسمِعتُمْ أنّهُ قيلَ: لا تَزنِ. أمّا أنا فأقولُ لكُم: مَنْ نظَرَ إلى اَمرأةٍ لِيَشتَهيَها، زَنى بِها في قلبِهِ.».

## طقوس الطهارة

### طقس غسل الأرجل

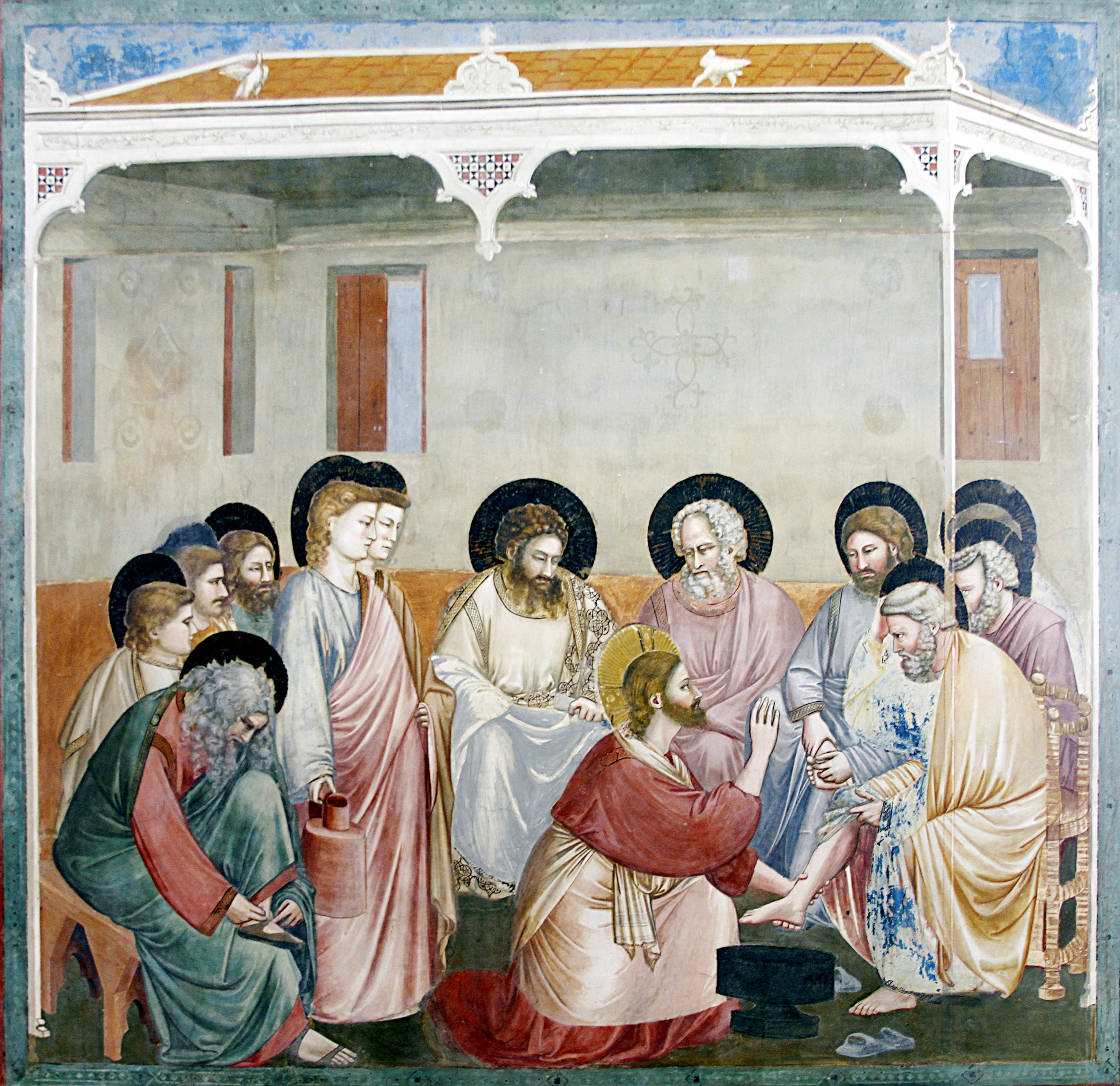
المسيح يغسل أقدام الرسل، بريشة جيوتو دي بوندوني.

خلال العشاء الأخير، قام يسوع بغسل أرجل تلاميذه، حيث قَامَ عَنِ الْعَشَاءِ، وَأَخَذَ مِنْشَفَةً وَاتَّزَرَ بِهَا، وصَبَّ مَاءً فِي مِغْسَل، وَابْتَدَأَ يَغْسِلُ أَرْجُلَ التَّلاَمِيذِ وَيَمْسَحُهَا بِالْمِنْشَفَةِ الَّتِي كَانَ مُتَّزِرًا بِهَا، وقد انفرد إنجيل يوحنا بتفصيل ذلك الحدث، ويضيف على لسان يسوع، أن السبب الذي دفعه للقيام بغسل أرجلهم هو تقديم مثال بالتواضع وتبيان أهمية خدمة الآخرين والمساواة بين جميع الناس، وقد فسّرَ لهم ذلك بالقول: «إِنَّهُ لَيْسَ عَبْدٌ أَعْظَمَ مِنْ سَيِّدِهِ، وَلاَ رَسُولٌ أَعْظَمَ مِنْ مُرْسِلِهِ، إِنْ عَلِمْتُمْ هذَا فَطُوبَاكُمْ إِنْ عَمِلْتُمُوهُ».يو 13:17]
تعود جذور طقوس غسل الأرجل إلى الكتاب المقدس، واستمرت ممارسة الطقس حتى بعد وفاة رسل المسيح الاثنا عشر أو نهاية ما يسمى العصر الرسولي. ويبدو أن الطقس مُورس في القرون الأولى للمسيحية على سبيل المثال، يذكر ترتليان (145-220) الممارسة في مؤلفاته دي كورونا، ولكنه لا يعطي أي تفاصيل عن الجهة التي تمارس أو الطريقة التي كانت تُمارس بها. كما أن هناك بعض الوثائق تُشير إلى أن الجماعات المسيحية مارست الطقس في ميلانو حوالي سنة 380 للميلاد، كما تمت الإشارة إلى الطقس من قبل أوغسطين حوالي سنة 400 للميلاد. واستمر ممارسة طقس غسل الأرجل في وقت المعمودية في شمال أفريقيا، وفرنسا، وألمانيا، وميلانو، وشمال إيطاليا وأيرلندا. هناك بعض الأدلة المذكورة حول إحياء الهوسيين لهذه الممارسة، حيث كانت هذه الممارسة جزءاً مهماً من الإصلاح البروتستانتي في القرن السادس عشر. غالبًا ما «أُعيد اكتشاف» غسل القدمين أو «استعادة» الممارسة من قبل المصلحين البروتستانت.

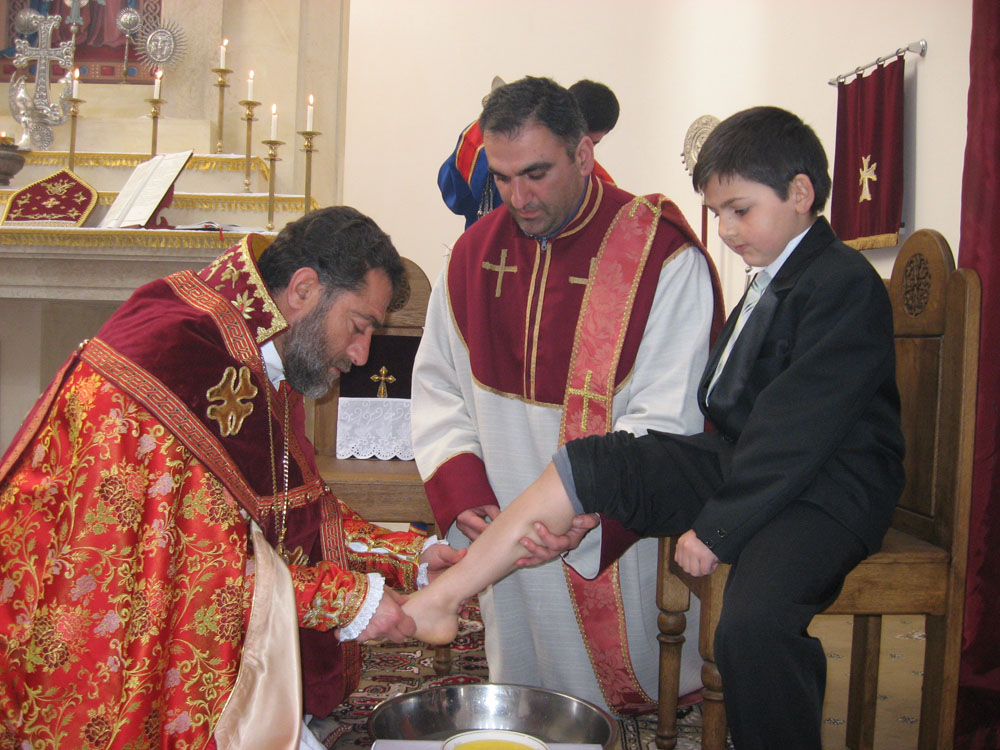
كاهن من الكنيسة الرسولية الأرمنية يقوم بغسل أرجل المصلين في يوم خميس العهد.

تبنّت العديد من الكنائس المسيحية ممارسة طقس غسل الأرجل بناءً على الحدث المذكور في الكتاب المقدس واقتداء في يسوع. يرمز الطقس حسب التقاليد المسيحية إلى المحبة والتواضع ومبادئ العطاء، ولا يزال معظم الطوائف المسيحية تمارس الطقس بشكل خاص في يوم خميس العهد. في كثير من الأحيان في هذه الخدمات، يقوم الأسقف أو رجال الدين أو رؤساء الأديرة في عملية غسل الأرجل. وقد مارست مجموعات كثيرة عبر تاريخ المسيحية غسل الأقدام بطريقة حرفية كفريضة كنسية. حتى عام 1818 مارست الكنيسة المورافية غسل الأقدام كفريضة في إجتماعات الكنيسة.
تطور طقس غسل الأرجل لتتبناه الكنيسة الرومانية الكاثوليكية، غير أن البابا فرنسيس عام 2013 أدخل بعض التعديلات على هذه الطقوس، حيث كسر قاعدة اعتمادها بالنسبة للرجال فقط، وأباح غسل أرجل النساء بنفس الطريقة، كتقليد جديد. وخلال حبريته قام البابا بغسل الأقدام في أماكن مثل السجون والمستشفيات ودور التقاعد أو الأحياء الفقيرة. وتقليدياً كان البابا يقوم بممارسة الطقس في كاتدرائية القديس يوحنا اللاتراني، في الغالب على اثنا عشر شخصاً في إشارة رمزية إلي رسل المسيح الاثنا عشر الذين حضروا العشاء الأخير ليسوع.
تمارس العديد من الكنائس المعمدانيّة طقس غسل الأرجل كفريضة دينية بشكل منتظم، إلى جانب العديد من المجموعات البروتستانتية بما في ذلك الأدفنتست، والطوائف الخمسينية وبعض القائلون بتجديدية العماد مثل الأميش والمينونات. كما أنّ طقس غسل الأرجل هو من الفرائض الدينية في شرائع الرهبانية الأوغسطينية والبندكتية والتي ضمت أيضاً على شرائع خاصة بطقوس الطهارة. تاريخيًا إشترك معظم ملوك أوروبا في طقوس غسل الأرجل المُقامة في البلاط الملكي يوم خميس العهد، وهي ممارسة استمرت من قِبل إمبراطور الإمبراطورية النمساوية المجرية وملك إسبانيا والعائلة المالكة البريطانية.

### غسل اليدين خلال الإفخارستيا

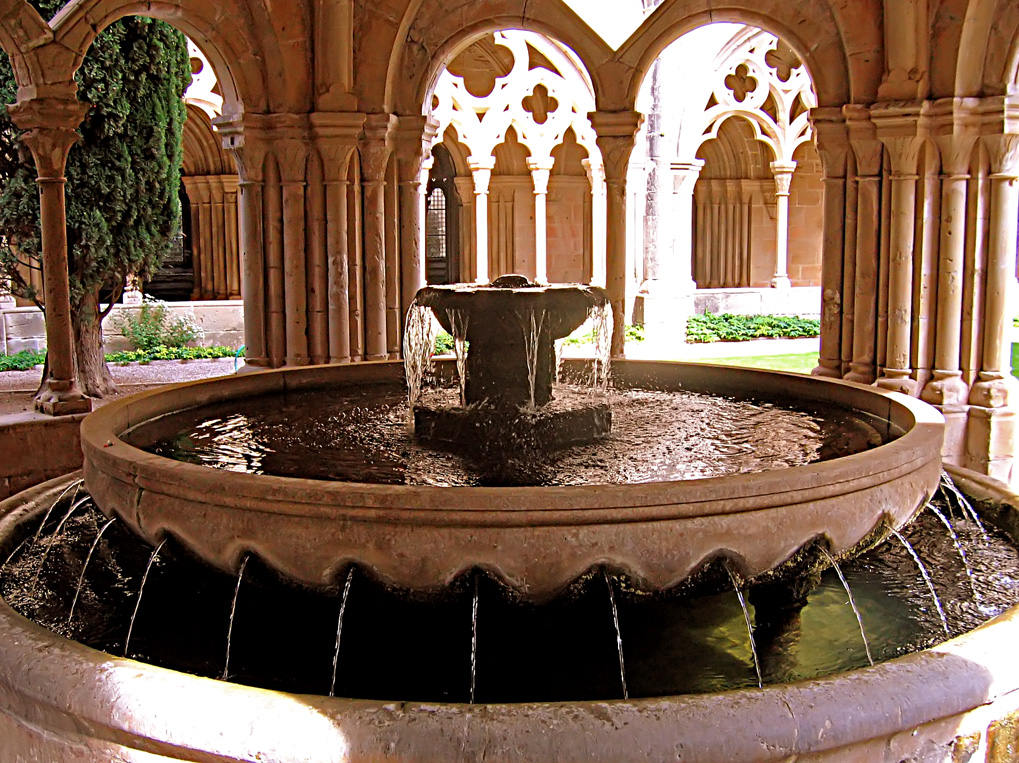
حوض وضوء في كنيسة إسبانيّة يعود للقرن الثاني العشر.

في الكنائس القديمة والكنائس الرومانية الكاثوليكية الحديثة، هناك عدد من أحواض الوضوء المخصصة للعلمانيين لاستخدامات رمزيّة وطقسيّة ترمز إلى تطهير النفس، حيث يقوم المؤمن عادًة بغمس الأصابع في الماء المقدس، ومن ثم القيام بعلامة الصليب. تحوي الكنائس التقليديّة على أحواض الوضوء والتي تكون في أغلب الأحيان جزءًا لا يتجزأ من جدار الكنيسة، ويسخدم الكاهن والشماس حوض الوضوء لغسل أيديهم قبل القداس.
بُنيت في العديد من الكنائس القديمة والأديرة نوافير كبيرة في الفناء من أجل طقوس الطهارة. حيث كان التقليد المتبع بين المسيحيين آنذاك الغسل قبل الدخول إلى الكنيسة للعبادة. شُرّع هذا الطقس في قوانين رهبانيّة بندكت النيرسي، ونتيجة لذلك تم بناء العديد من أحواض الوضوء في أديرة العصور الوسطى. كما يذكر كل من يوحنا فم الذهب وكيرلس الأورشليمي في مؤلفاتهم طقس غسل المسيحيين أيديهم قبل الدخول إلى الكنيسة للعبادة.
في الطقس الرومانّي والغلياني وفي التقاليد المسيحية الغربية عمومًا يغسل الكاهن يديه عند قبل تلاوة طقس الأفخارستيا، كذلك الأمر في الكنائس الأرثوذكسية الشرقية والكنائس الكاثوليكية الشرقية؛ بالمقابل في التقاليد الأرثوذكسية المشرقية مثل الكنيسة السريانية الأرثوذكسية والكنيسة القبطية الأرثوذكسية يغسل الكاهن يديه بعد تلاوة قانون الإيمان. قبل صلوات الساعات (أجبية) وهي سبع صلوات تُقام على مدار اليوم من الفجر وحتى الغروب، يقوم الأرثوذكس المشرقيون مثل أتباع الكنيسة القبطية الأرثوذكسية والكنيسة السريانية الأرثوذكسية وكنيسة مالنكارا السريانيَّة الأرثوذكسية وكنيسة التوحيد الأرثوذكسية الإثيوبية بغسل أيديهم ووجوههم وأقدامهم.

### المعمودية

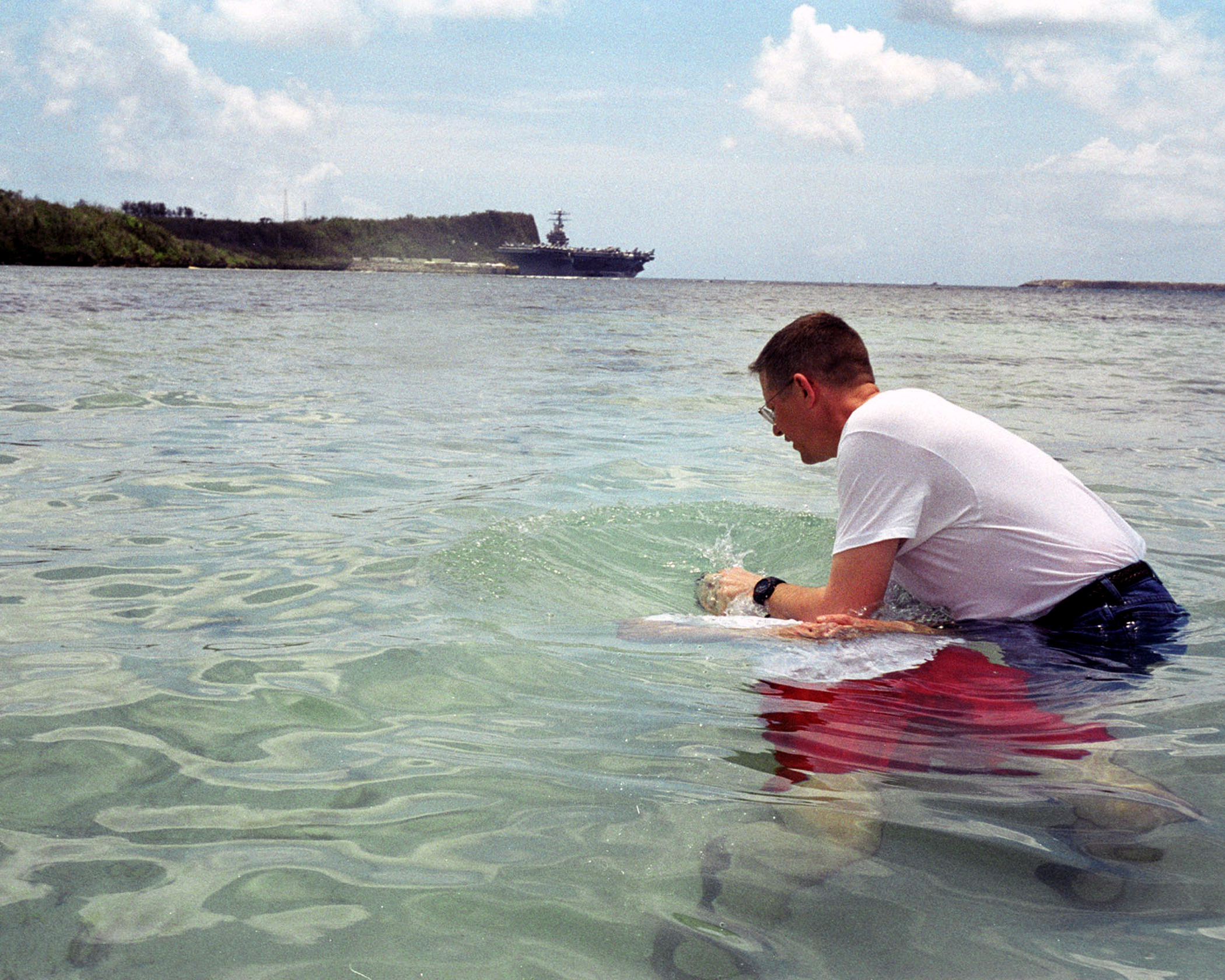
قس أنجيلي يقوم بطقس المعموديّة.

المعمودية هي طقس مسيحي يمثل دخول الإنسان الحياة المسيحية. تتمثل المعمودية باغتسال المعمّد بالماء بطريقة أو بأخرى. ويعتبر سر المعمودية أحد الأسرار السبعة المقدسة في الكنيسة الأرثوذكسية والكاثوليكية وأحد السرين المقدسين في الكنائس البروتستانتية. ويُعتبر طقس المعمودية، شكل من أشكال طقوس الوضوء والطهارة في المسيحية.
تعتبر الطوائف المسيحية الشرقية أن المعمودية لا تصح إلا بتغطيس الإنسان كاملا تحت الماء لأنها تشير إلى أن المعتمد بحسب التقاليد المسيحيّة دُفن مع يسوع وقام معه بناءً على الآية القائلة: «أمْ تَجْهَلُونَ أَنَّنَا كُلَّ مَنِ اعْتَمَدَ لِيَسُوعَ الْمَسِيحِ اعْتَمَدْنَا لِمَوْتِهِ، فَدُفِنَّا مَعَهُ بِالْمَعْمُودِيَّةِ لِلْمَوْتِ، حَتَّى كَمَا أُقِيمَ الْمَسِيحُ مِنَ الأَمْوَاتِ، بِمَجْدِ الآبِ، هكَذَا نَسْلُكُ نَحْنُ أَيْضًا فِي جِدَّةِ الْحَيَاةِ». أو بتغطيسه ثلاث مرات على اسم الثالوث الأقدس وليس مرة واحدة. في حين تكتفي الطوائف المسيحية الغربية برش الماء على الوجه، لأنّ المقصود من وضع الماء هو الإشارة إلى غسل الروح القدس. يعتبر بعض المسيحيين من البروتستانت مثل الكنيسة المعمدانية وتجديدية العماد أنه لا لزوم لتعميد الأطفال وأنّ الاعتماد للمؤمنين فقط، أي الذين تعدوا مرحلة الطفولة وبلغوا سن الرشد، بحيث يمكن لهم فهم الخلاص والاعتراف بالتوبة بحسب المعتقدات المسيحية. بالرغم من وجود أقليّة ترفض معمودية الأطفال الّا أنّ أغلبية المسيحيين تعتبر معمودية الصغار واجبة ما داموا أطفالاً لمؤمنين. وذلك علامة على الميثاق بين الله وبينهم بحسب المعتقدات المسيحيّة. استنادًا للمعتقدات المسيحية يعتبر العماد ختم أبدي وبالتالي كل شخص نال سر المعمودية يبقى مسيحيًا حتى الممات.
وقد فسّر العلماء المسيحيون التعميد عن طريق غمر الجسد أو قسم منه بالماء ضمن طقوس كنسيّة، عبر ربطهم المياه بخلق الحياة، فقد جاء في سفر التكوين: «وَقَالَ اللهُ: "لِتَفِضِ الْمِيَاهُ زَحَّافَاتٍ ذَاتَ نَفْسٍ حَيَّةٍ وَلْيَطِرْ طَيْرٌ فَوْقَ الارْضِ..."» وجاء أيضاً في وصف الأرض قبل الخليقة: «وَكَانَتِ الأَرْضُ خَرِبَةً وَخَالِيَةً، وَعَلَى وَجْهِ الْغَمْرِ ظُلْمَةٌ، وَرُوحُ اللهِ يَرِفُّ عَلَى وَجْهِ الْمِيَاهِ»، وقال المفسّرون أنّ الحياة خرجت من الماء على هذا الشكل، وأنّ هناك ربطًا ما بين الماء وروح الله. ويستند المسيحيّون إلى ما ورد في إنجيل يوحنا من أنّ التعميد بالمياه ضروري للميلاد الثاني، أي دخول الشخص في المسيحية، فقد ورد في هذا المجال: «إِنْ كَانَ أَحَدٌ لاَ يُولَدُ مِنَ الْمَاءِ وَالرُّوحِ لاَ يَقْدِرُ أَنْ يَدْخُلَ مَلَكُوتَ اللهِ»، وفسّر العلماء ذلك بأنّ الولادة المذكورة هنا إنّما ذكرت صراحة وليس رمزيّاً. كذلك، يعدّ التبرّك بالماء المقدّس من الأمور ذات الأهمّيّة والمكانة عند أغلب الكنائس المسيحيّة.

### غسل اليدين والوجه والقدمين قبل الصلاة

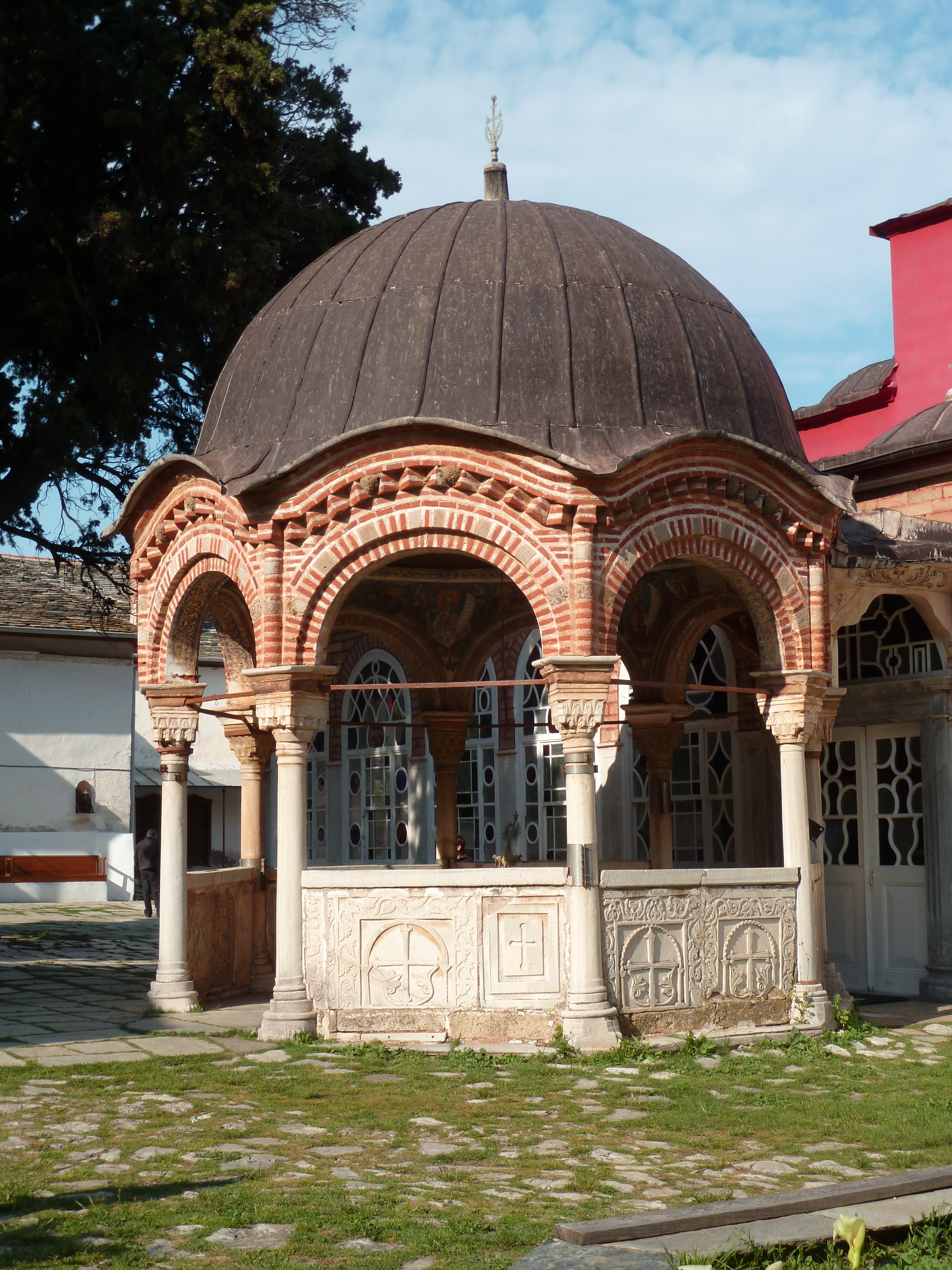
كانثار دير لافرا الكبير في اليونان.

في زمن ترتليان، أحد آباء الكنيسة الأوائل، كان من المُعتاد أن يغسل المسيحيون أيديهم (باللاتينيَّة: manulavium، نقحرة: مانولافيوم) ووجههم (باللاتينيَّة: capitilavium، نقحرة: كابيتيلافيوم) وأقدامهم (باللاتينيَّة: pedilavium، نقحرة: بيدلافيوم) قبل الصلاة أو الدخول إلى الكنيسة، وكذلك قبل تلقي القربان. وهكذا بُنيت الكنائس منذ عهد قسطنطين العظيم مع ردهة تضم نافورة الكانثار حيث يغسل المسيحيون أيديهم ووجوههم وأقدامهم قبل دخول الكنيسة. ممارسة الوضوء قبل الصلاة والعبادة في المسيحية ترمز إلى «الانفصال عن خطايا الروح والاستسلام للرب» وفقاً لتعاليم الكنيسة. سجلّ المؤرخ الكنسي يوسابيوس القيصري هذه الممارسة للكانثار الواقعة في باحات الكنائس، حيث يغتسل المؤمنون قبل دخولهم دار العبادة المسيحية. وتعود أصول هذه الممارسة إلى الممارسة اليهودية للوضوء قبل الدخول في حضرة الله المذكورة في سفر الخروج، حيث كان على هارون وأبناؤه أن يغتسلوا قبل الاقتراب من المذبح. وهنا يتم استخدام الماء كرمز للطهارة والكفارة. على الرغم من أن الكانثار لم تعد منتشرة في الكنائس المسيحية الغربية، إلا أنها موجودة في الكنائس المسيحية الشرقية والمشرقيَّة، في العديد من الكنائس الأرثوذكسية اليوم، يخلع المصلون أحذيتهم ويغسلون أقدامهم قبل دخول الكنيسة كما يفعل المسلمون قبل دخول المسجد.
الكانثار هو ينبوع يستخدمه المسيحيون للوضوء قبل دخول الكنيسة. وتشمل طقوس الوضوء غسل كل من اليدين والوجه والقدمين. ويقع الكنثار تقليدياً في الجزء الخارجي من الكنيسة. ويجب أن تكون المياه المنبعثة من الكانثار مياهًا جارية. وكانت هذه الممارسة جزءًا من حياة الكنيسة الأولى، لدرجة أنه في الفترة التي تلت قسطنطين، أصبحت «الكانثار»، أو نافورة المياه، عنصرًا أساسيًا إلى مجاز الكنيسة للسماح للمؤمنين بتطهير أنفسهم قبل الدخول في «محضر الله» بحسب المعتقدات المسيحيَّة.

### غسل الميّت
عندما يموت أحد رعايا الكنائس المسيحية الشرقية، يتم غسل جسد الميت كاملًا وإلباسه قَبل الدفن أفضل الملابس وتعطره بالروائح الطيبّة. في الغالب الأسرة والأقرباء هم من يقوم بغسل الميّت حسب التقاليد المسيحية الشرقية. في حالة موت كاهن أو أسقف يتم تنفيذ غسل الميت من قبل رجال الدين أو الرهبان، وفي حالة موت راهبة، فإن الراهبات اللواتي أقمن معها في نفس الدير من يقومن في غسل جسدها.
في الكنيسة الرومانية الكاثوليكية، إلى جانب غسل جسد الميت كاملًا وهو تقليد تقوم به أسرة وأقارب الميت، يتم الصلاة على الميت وطلب الغفران على روحه، حيث تُعتبر هذه الصلوات طهارة رمزية للجسم المتوفى، وبعد نهاية الصلاة يرش الكاهن الماء المقدس على التابوت.

## طقوس الطهارة حسب الطائفة

### في الكنيسة الإثيوبية الأرثوذكسية

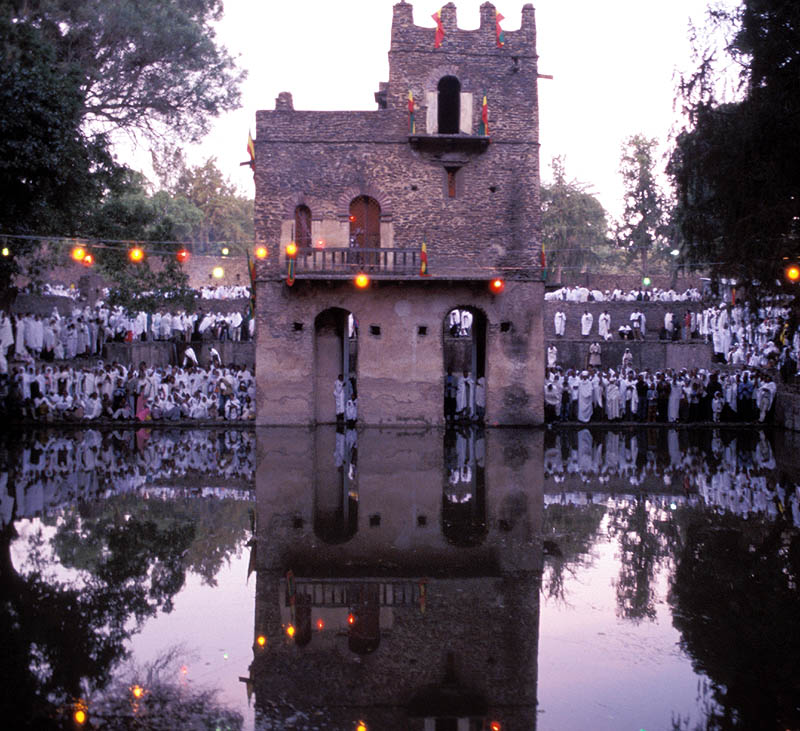
حشود من المسيحيين الأرثوذكس خلال عيد الظهور الإلهي تتجمع في حمام فاسيلادس الطقسيّ التابع لكنيسة ديبري سيلاسي برهان.

تضع كنيسة التوحيد الأرثوذكسية الإثيوبية ثاني أكبر الكنائس المسيحية الشرقية في العالم تركيز أكثر على تعاليم العهد القديم مقارنًة في الكنائس المسيحية الأخرى، وتحث أتباعها على التمسك في بعض الممارسات التي ما تزال موجودة في الديانة اليهودية، خصوصًا لدى اليهودية الأرثوذكسية.
تلتزم كنيسة التوحيد الأرثوذكسية الإثيوبية في شريعة الطهارة الموجودة في العهد القديم والتي تحث على ضرورة الاغتسال للتطهر قبل تأدية فرائض دينية معينة، وبعد أي شيء يسبِّب النجاسة. فضلًا على ضرورة غسل اليدين قبل الأكل أو الصلاة، وبعد الإستيقاظ من النوم، وبعد زيارة المدافن أو دخول دورة المياه، وكذلك مراسيم الطهارة بعد الجماع.
تمنع كنيسة التوحيد الأرثوذكسية الإثيوبية المرأة التي تكون في فترة الحيض والأشخاص غير الطاهرين وفقًا للشريعة من دخول الكنيسة (على سبيل المثال لا يدخل الرجال الكنيسة في اليوم واليوم التالي بعد أن كان هناك جماع مع الزوجة). يُذكر أن منع المرأة التي تكون في فترة الحيض من دخول الكنيسة حتى نهاية فترة الحيض موجود أيضًا من قبل الكنائس المسيحية الشرقية الأخرى. وتلتزم كنيسة التوحيد الأرثوذكسية الإثيوبية في تنظيم قواعد الحبل والولادة المذكورة في سفر اللاويين وكيفية الطهور بعدها إذ إن المرأة الحامل والحائض تعتبر نجسة. ويعتبر شهر باغمي من الشهور المقدسَّة حسب معتقدات كنيسة التوحيد الأرثوذكسية الإثيوبية، ومن طقوس الشهر يقوم أتباع الكنيسة الإثيوبية بالاغتسال لمدة ستة أيام في الأنهار، حيث يعد الاغتسال في الأنهار «غسلاً وتطهراً من الذنوب».
تفرض كنيسة التوحيد الأرثوذكسية الإثيوبية إلى جانب كنيسة التوحيد الأرثوذكسية الإريترية والكنيسة القبطية الأرثوذكسية شريعة الختان على الذكور وتعطيه بُعد ديني. كما تقوم كنيسة التوحيد الأرثوذكسية الإثيوبية إلى جانب الكنيسة الرسولية الأرمنية والأدفنتست بفرض سلسة من الشرائع على الطعام وهي تشابه القيود الموجودة في الديانة اليهودية والتي تعرف بالكشروت. وتلزم كنيسة التوحيد الأرثوذكسية الإثيوبية المشرقيَّة، أتباعها بغسل اليدين قبل وبعد تناول الطعام. تليها الصلاة، حيث يُصلي المسيحيون في كثير من الأحيان ليطلبوا من الله الشكر ومباركة طعامهم قبل تناوله، مثل الإفطار.

### في كنيسة يسوع المسيح لقديسي الأيام الأخيرة

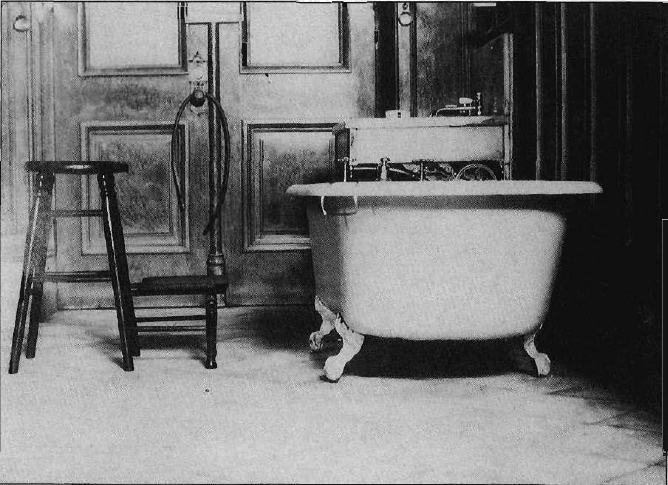
غرفة من أصل عشرة غرف لممارسة طقس الغسيل والمسحة في معبد سولت لايك المورموني وتعود الصورة لحوالي عام 1911.

تمارس كنيسة يسوع المسيح لقديسي الأيام الأخيرة طقس غسيل الجسد بشكل كامل إلى جانب مسحة الميرون وهو ما يعرف باسم طقس الغسل والمسحة (بالإنجليزية: Washing and anointing) كجزء من الطقوس الدينية أو إعلان الإيمان. كما أن الطقس هو من طقوس الطهارة عند البالغين، وعادة ما يبدأ المورموني بممارسة الطقس بعد سنة على الأقل من حصوله على سر المعمودية.
في طقس الغسل يتم غسل الجسد بالماء ومسحه مع العطور كرمز لغسل «الدم والخطايا من هذا الجيل». بعد الغسل، يتم مسح رأس الشخص بالميرون أو زيت مكرس. بعد طقس الغسل والمسحة، يرتدي المشارك في الطقوس الدينية ثوب أبيض دلالة على الطهارة. يربط المورمون طقوس الغسل والمسحة في الكتاب المقدس. منذ 27 مارس عام 1836 تبنت كنيسة يسوع المسيح لقديسي الأيام الأخيرة الطقس الكتابي غسل الأرجل والوجوه.
ومن طقوس الطهارة الروحية والعقلية لدى المورمون الامتناع عن العلاقات الجنسية قبل الزواج؛ وشرب الخمر إذ تـُحرّمُ كنيسة قديسي الأيام الأخيرة، كما أن المورمون لا يشربون الشاي والقهوة وكل ما يحتوي على الكافيين، ولا يدخنون السجائر. وبعض المتشددين من المورمون يمنعون النساء من لبس التنانير القصيرة وسراويل كدلالة على الطهارة الأدبيّة.

## تاريخ

### العصور المبكرة

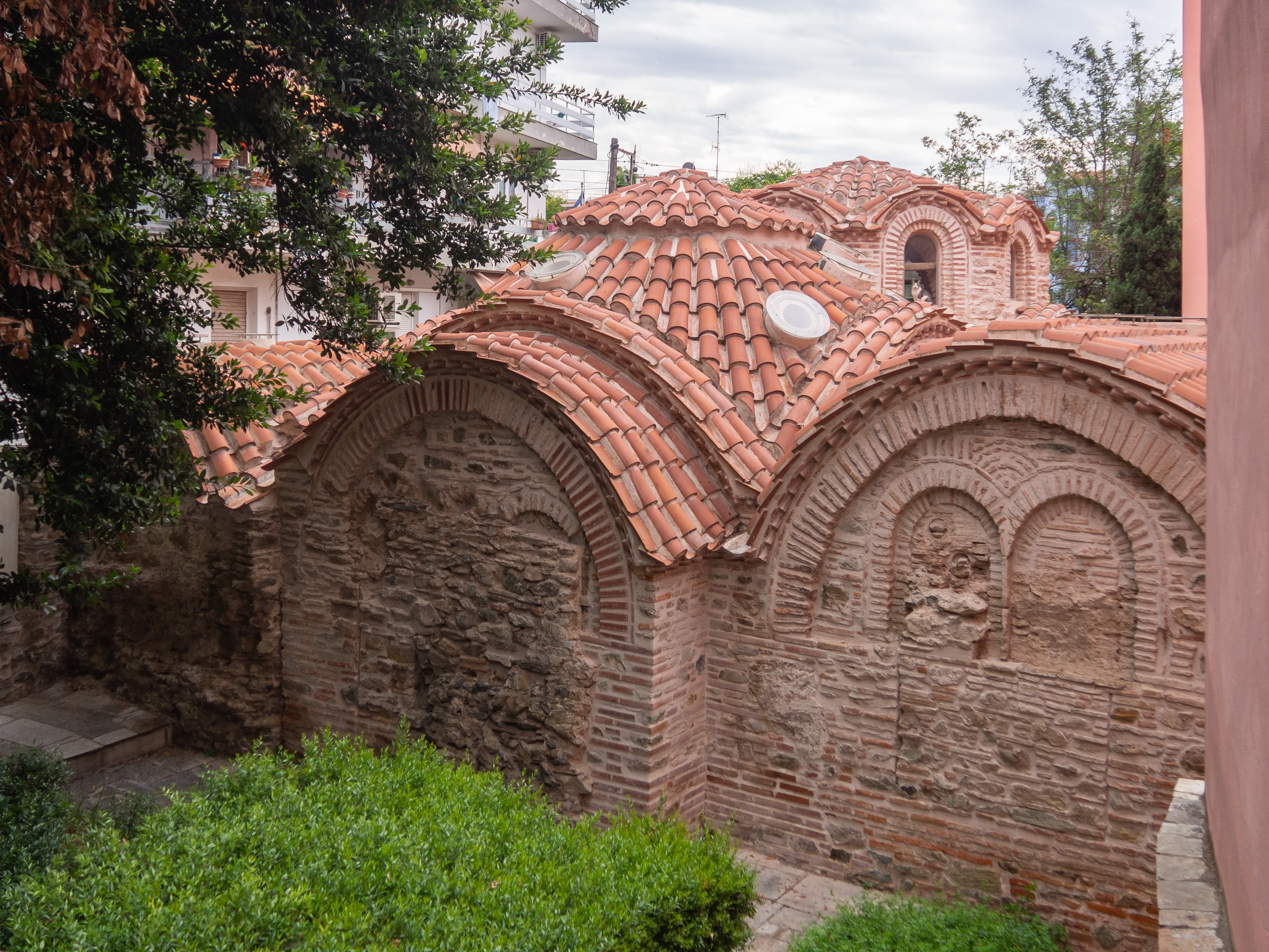
حمامات سالونيك البيزنطيَّة في ؛ حثّت الكنيسة على نظافة البدن.

في الكتاب المقدس، خاصةً في العهد القديم، هناك عدد من طقوس الطهارة المطلوبة والمتعلقة في الولادة، والحيض، والعلاقات الجنسية، والانبعاثات الليليّة، وسوائل الجسم غير العادية، وأمراض الجلد، والموت والذبائح الحيوانية. في سفر اللاويين، ينتقل الفصل الثاني عشر لتنظيم قواعد الحبل والولادة وكيفية الطهور بعدها إذ إن المرأة الحامل والحائض تعتبر نجسة. كذلك يتطرق السفر إلى مراسيم الطهارة بعد الجماع وبعد أي سائل آخر يخرج من الجسم والذي يُعتبر عملاً نجسًا يجب الطهر منه. وكان يُستخدم الميكفاه في الكتاب المقدس من أجل الاستحمام التعبدي.
في زمن ترتليان، أحد آباء الكنيسة الأوائل، كان من المُعتاد أن يغسل المسيحيون أيديهم (باللاتينيَّة: manulavium، نقحرة: مانولافيوم) ووجههم (باللاتينيَّة: capitilavium، نقحرة: كابيتيلافيوم) وأقدامهم (باللاتينيَّة: pedilavium، نقحرة: بيدلافيوم) قبل الصلاة أو الدخول إلى الكنيسة، وكذلك قبل تلقي القربان. وهكذا بُنيت الكنائس منذ عهد قسطنطين العظيم مع ردهة تضم نافورة الكانثار حيث يغسل المسيحيون أيديهم ووجوههم وأقدامهم قبل دخول الكنيسة. وترمز ممارسة الوضوء قبل الصلاة والعبادة في المسيحية إلى «الانفصال عن خطايا الروح والاستسلام للرب» وفقاً لتعاليم الكنيسة. كما وسجلّ المؤرخ الكنسي يوسابيوس القيصري هذه الممارسة للكانثار الواقعة في باحات الكنائس، حيث يغتسل المؤمنون قبل دخولهم دار العبادة المسيحية. دافع بعض آباء الكنيسة عن إقصاء النساء خلال فترة الحيض من دخول الكنائس على أساس فكرة النجاسة.
في حين وضعت المسيحية دائمًا تركيزًا قويًا على النظافة؛ كانت الحمامات العامة الرومانيَّة مختلطة الجنسين، حيث يستحم الرجال والنساء عراة سويًة مما جعل رجال الدين المسيحيين في وقت مبكر التنديد والشجب بنمط الإستحمام المختلط بين الجنسين في الحمامات العامّة الرومانية، حيث انتقد العديد من اللاهوتيين المسيحيين عادة استحمام المرأة إلى جانب الرجال، ولكن هذا لم يمنع الكنيسة من حث أتباعها للذهاب إلى الحمامات العامَّة للإستحمام من أجل النظافة والصحة. حثَّ اللاهوتي كيرلس الأورشليمي على الاهتمام والإستحمام، وأشار إلى أن يسوع كان يتردد على الحمامات العامة في القدس من أجل الإسترخاء. وكان يعتبر الإستحمام عادة جيدة للصحة. وأعتبر بندكت النيرسي الإستحمام علاجًا صحيًا وكان ترتليان يتردد على الحمامات العامة، وفي حين نددَّ إكليمندس الإسكندري على التجاوزات الأخلاقية التي قد تحدث في الحمامات، الأ أنه حث أتباعه على الإستحمام كعادة تساهم على الصحة الجيدة والنظافة من خلال تقديمه لمبادئ توجيهية للمسيحيين الذين يرغبون في الذهاب إلى الحمامات العامة. وتتضمن الديدسكاليا أحد مصادر التشريع المسيحي إرشادات موجهة خاصة إلى الأزواج والزوجات، وتُحذّر من الآداب الوثنية والاختلاط بين الرجال والنساء في الحمامات العامة، وتَحُثَ الديدسكاليا المسيحيين على الإستحمام كعادة تساهم على الصحة الجيدة والنظافة، وتُقدم مبادئ توجيهية للمسيحيين الذين يرغبون في الذهاب إلى الحمامات العامة.

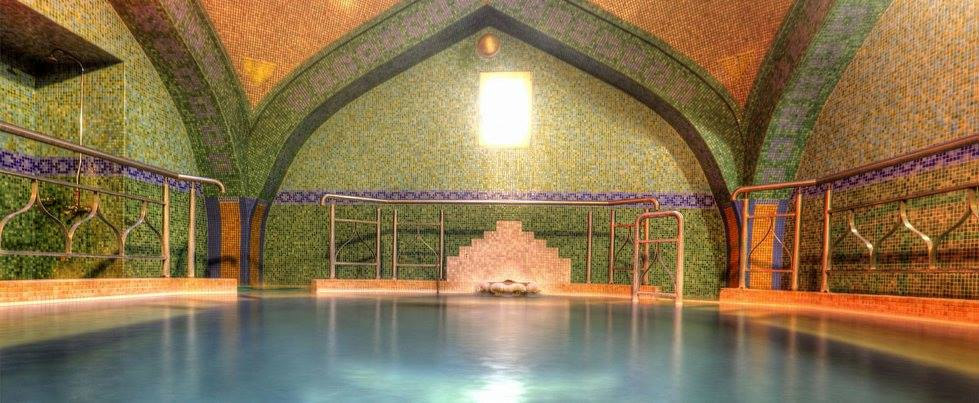
مجمع حمامات أجكيسترو في اليونان، ويعود تاريخه إلى العصر البيزنطي.

تفرض كنيسة التوحيد الأرثوذكسية الإثيوبية إلى جانب كنيسة التوحيد الأرثوذكسية الإريترية والكنيسة القبطية الأرثوذكسية شريعة الختان للذكور وتُعطيه بُعد ديني. في التقاليد الأرثوذكسية المشرقية القديمة يقوم أتباع الكنيسة القبطية الأرثوذكسية والكنيسة السريانية الأرثوذكسية وكنيسة مالنكارا السريانيَّة الأرثوذكسية وكنيسة التوحيد الأرثوذكسية الإثيوبية بغسل أيديهم ووجوههم وأقدامهم قبل صلوات الساعات (أجبية)؛ وهي سبع صلوات تُقام على مدار اليوم من الفجر وحتى الغروب. خلال القرن الثاني ظهرت طائفة من الرهبان الزهاد الذين يُمارسون العبادة الصارمة المتزمتة في عزلة عن الناس وبطريقتهم الخاصة والتَّبَتُّلَ، وكان المتطرفون في تقواهم ينبذون العالم ويعيشون في صوامع منعزلة يمارسون فيها حياة تقشف مبالغا فيه، حيث تخلى البعض منهم عن النظافة الشخصية مثل عدم الكشف عن أنفسهم من تحت ملاءات الاستحمام خلال أخذ حمامات الغطس، واعتماد أسلوب حياة خشنة. يذكر أن الكنيسة نددت بهذه الممارسات.
خلال عصر الإمبراطورية البيزنطية بُنِيَت العديد من الحمامات العامة من أجل النظافة؛ وتم بناء حمامات عامة كبيرة في المراكز الحضرية البيزنطية مثل القسطنطينية وأنطاكية، وتبعت هذه الحمامات الهيكليَّة الأصليَّة والنموذجيَّة للحمامات الرومانية، والتي كان فيها حمام ساخن في كل الغرف. لكن على خلاف الحمامات الرومانية تم بناء أقسام منفصلة بين الرجال والنساء تأثرًا بالأخلاقيات المسيحيَّة. وأشتهرت مدينة القسطنطينية في حماماتها الشعبيَّة الفاخرة مثل حمامات زاكبيكوس. ومنذ أوائل العصور الوسطى بَنيت الكنيسة حمامات عامة للإستحمام تفصل بين الرجال والنساء بالقرب من الأديرة ومواقع الحج المسيحيَّة.
بحسب التقاليد المسيحية تعتبر القديسة فيرينا شفيعة النظافة الشخصية؛ حيث وفقًا للتقاليد المسيحيَّة علّمت فيرونا أهل سويسرا النظافة، منذ أكثر من خمسة عشر قرنًا.

### العصور الوسطى

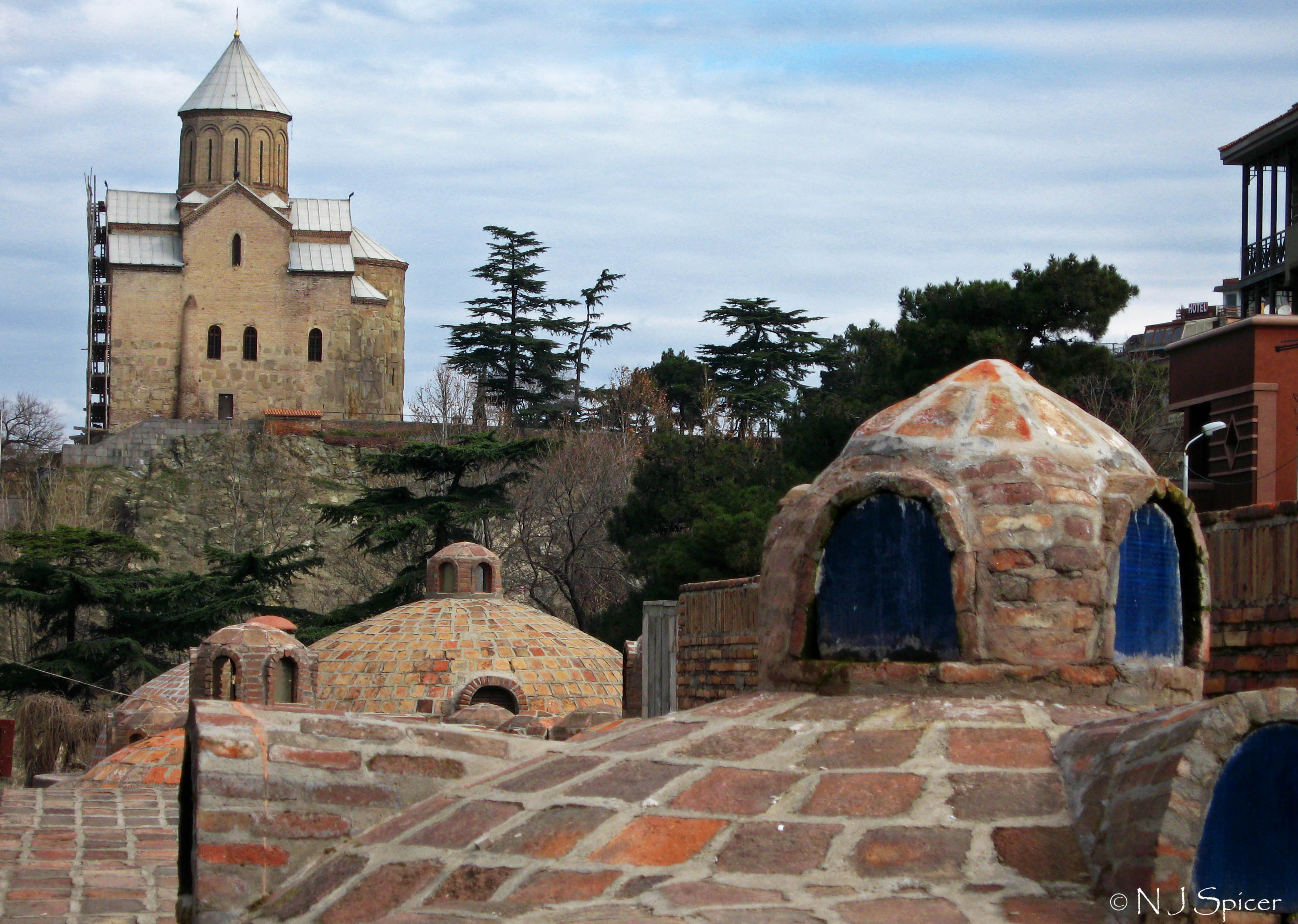
حمامات تفليس، في ؛ تحث المسيحيَّة على الاعتناء بالنظافة الشخصيَّة وعادة الاستحمام.

خلال العصور الوسطى عُرفت الأديرة باتباعها معايير عالية من النظافة، فقد فُرض على الرهبان الإستحمام بالإضافة إلى غسل الأرجل والشعر يوميًا، وهو من الطقوس المهمة في نظام القديس بينديكت، حيث إحتوت قواعد الجماعات الدينية الكاثوليكية مثل الرهبنة الأوغسطينية والبندكتية على طقوس طهارة. وفقاً للباحث إيان برادلي، شجعّ بندكت النيرسي على ممارسة الاستحمام العلاجي؛ واستلهاماً من تعاليمه لعب الرهبان البينديكتين دوراً في تطوير وتعزيز المنتجعات الصحية. كذلك فقد حثّ البابا غريغوري الأول عامة الشعب على الاهتمام بالنظافة الشخصية والاستحمام خاصةً عشية يوم السبت ويوم الأحد، إذ أعتبر النظافة حاجة لاحتياجات البدن. وبينما نددَّت وحظرّت سلطات الكنيسة الرومانية الكاثوليكية الحمامات العامة مختلطة الجنسين، والتي نظرت إليها بريبة بسبب سمعتها وارتباطها بالدعارة وكإجراء وقائي لمنع انتشار مرض الزهريّ، الا أنَّ هذا لم يمنع الكنيسة الرومانية الكاثوليكية من حث أتباعها للذهاب إلى الحمامات العامَّة منفصلة الجنسين أو الخاصة للإستحمام من أجل النظافة والصحة.
واصل الباباوات بناء الحمامات العامة الواقعة داخل كنائس البازيليكا والأديرة منذ أوائل العصور الوسطى. وخصصَّ الباباوات لأهل روما حمامات عامة في الدياكونيا (باللاتينيَّة: Diaconia)، أو في حمامات قصر لاتيرانو الخاصة، أو حتى في عدد لا يحصى من الحمامات الرهبانية التي كانت تعمل في القرنين الثامن والتاسع. كما وحافظ الباباوات على ثقافة الحمامات المُترفة في مساكنهم، ودُمجت الحمامات العامة بما في ذلك الحمامات الساخنة في مباني الكنيسة المسيحيَّة أو تلك الموجودة في الأديرة، والتي كانت تُعرف باسم «الحمامات الخيرية» بسبب خدمتها لرجال الدين والفقراء المحتاجين. وبنى العديد من البابوات حمامات في بلدة فيتيربو والتي دُعيت لاحقًا باسم «حمامات البابوات» (بالإيطاليَّة: Terme dei Papi)، ويُعد «حمام البابا» (بالإيطاليَّة: Bagno del Papa) الذي بُني خلال حبريَّة البابا نقولا الخامس في القرن الخامس عشر أبرزها وأفخمها، وقد وصفه نيكولا ديلا توتشيا بأنه مبنى متشابك، يشبه القلعة مع أبراج عالية في زوايا الواجهة الجنوبية.
في القرنين الحادي عشر والثاني عشر، كان الاستحمام ضروريًا للطبقة العليا في أوروبا الغربية: كانت أديرة كلونياك التي لجأوا إليها مزودة دائمًا بحمامات ساخنة، وحتى الرهبان كانوا مطالبين بأخذ حمامات غطس كاملة. على عكس الصورة النمطية الخاطئة المتواجدة اليوم حول العصور الوسطى؛ فقد كان الإستحمام خلال العصور الوسطى منتشراً في المجتمعات الأوروبية، خاصًة في الصباح كما أنّ الصابون كان منتشرًا. كما لم تفقد أوروبا مظاهر الاستحمام والصرف الصحي مع انهيار الإمبراطورية الرومانية. كانت الحمامات العامة شائعة في المدن والبلدات الكبرى في العالم المسيحي القرسوطي مثل باريس وريغنسبورغ ونابولي، وتُشير وثائق تاريخية إلى وجود اثنان وثلاثون حماماً عاماً في مدينة باريس بالقرن الثالث عشر. كما وتواجدت الحمامات العامة وثقافتها في إيطاليا، وألمانيا، والمجر، وروسيا، وفنلندا وغيرها من الدول خلال العصور الوسطى. وبُنيت الحمامات العامة والتي دُعيت (بالإسبانيَّة: Baño) في مختلف مدن إسبانيا المسيحيَّة، وفرَضت القوانين الحضرية على الرجال والنساء، المسيحيون واليهود، بزيارة الحمامات العامة للإستحمام في أوقات مختلفة ومنفصلة. بالإضافة إلى ذلك، خلال عصر النهضة والإصلاح البروتستانتي، كان يعتقد أن نوعية وحالة الملابس تعكس روح الفرد، وكانت تعكس الملابس النظيفة أيضَا الوضع الاجتماعي للفرد. وظلّت ثقافة الساونا ظاهرة شائعة في فنلندا والدول الإسكندنافيَّة، حتى أنها توسعت خلال فترة الإصلاح البروتستانتي. وفقاً للباحث إيان برادلي، لعبت المسيحية البروتستانتية دوراً بارزاً في تطوير المنتجعات الصحيَّة البريطانية.

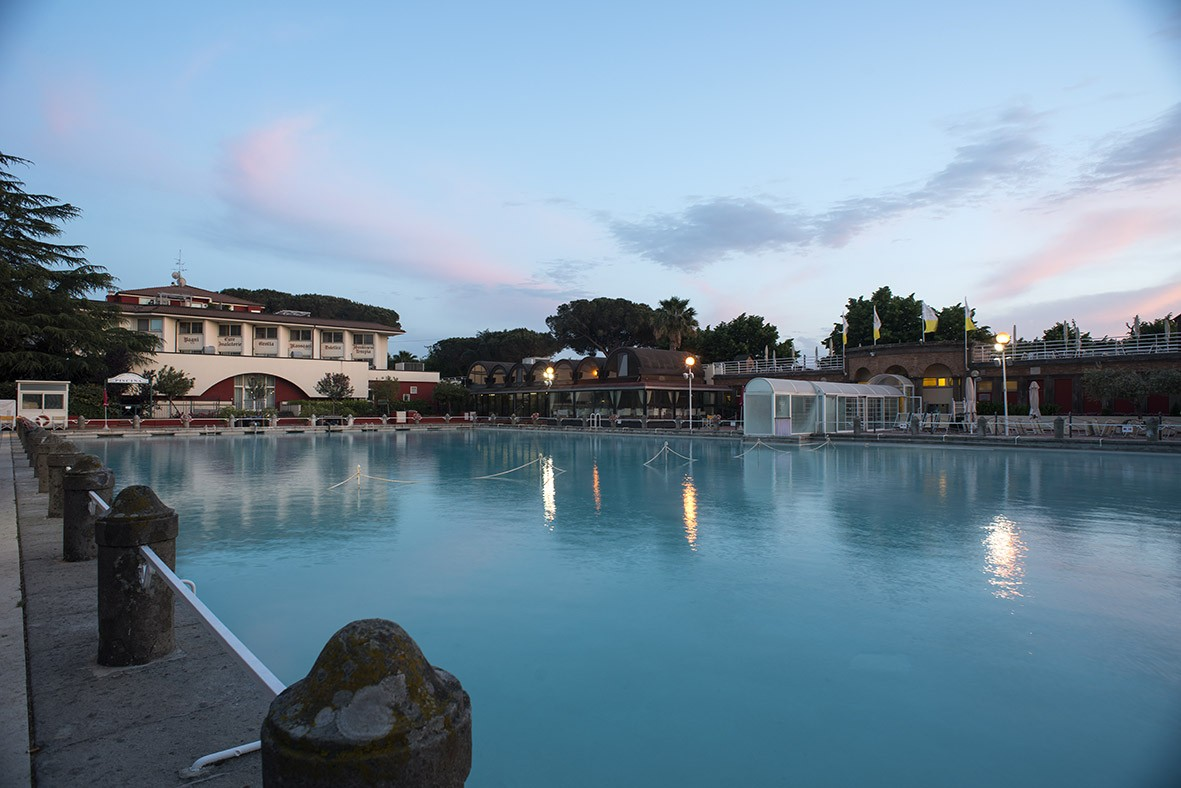
«حمام البابا» في مدينة فيتيربو: بُني خلال حبريَّة البابا نقولا الخامس.

أصبحت صناعة الصابون في البداية تجارة راسخة خلال ما يُسمى بـ «العصور المظلمة». استخدم الرومان الزيوت المعطرة (معظمها من مصر)، من بين بدائل أخرى. بحلول القرن الخامس عشر، أصبحت صناعة الصابون في العالم المسيحي شبه صناعية، مع وجود مراكز لها في أنتويرب وقشتالة ومارسيليا ونابولي والبندقية. في القرن السابع عشر، تسبب الصابون القشتالي حالة من الجدل الطائفي في إنجلترا، بعدما أحتكر واشترى المصنعون الكاثوليك الإسبان من حكومة تشارلز الأول ملك إنجلترا صناعة الصابون القشتالي. وقد تسببت علاقة الشركات مع الكاثوليكية إلى قيام حملة علاقات ظهور شرك للصابون محلي يديرها بروتستانت التي تُبين كيف أنها أكثر فعالية بكثير من الصابون القشتالي. أثار احتكار وبيع الصابون القشتالي في إنجلترا البروتستانتية لشركة كاثوليكية ضجة كبيرة، والتي أدّت في نهاية المطاف إلى تجريد الشركة الكاثوليكية من الاحتكار.
منذ العصور الوسطى ظهرت في التقاليد المسيحية الشرقية وخاصًة الكنيسة الأرثوذكسية الشرقية مظاهر الغطس والإستحمام خلال عيد الظهور الإلهي أو عيد الغطاس وأحد الشعانين؛ حيث أنّ من مظاهر العيد في المجتمعات والدول ذات الطابع الأرثوذكسي مثل روسيا وبلغاريا واليونان والقسطنطينية الغطس في بِرك المياه المتجمدة والتي غالباً ما تكون على شكل صليب مسيحي. اذ يَرمز العيد ومظاهره إلى التطهر من الخطايا وغَسلها. وتشير العديد من المصادر التاريخية أنه في عصور الدولة العباسية والدولة الفاطمية كان العديد من المسلمين يُشاركون المسيحيين في الاحتفال بالأعياد المسيحية كعيد الغطاس وأحد الشعانين، ويقومون أيضًا بطقوس الغطس في البرك المخصصة للمناسبة جنبًا إلى جنب المسيحيين الشرقيين.

### العصور الحديثة

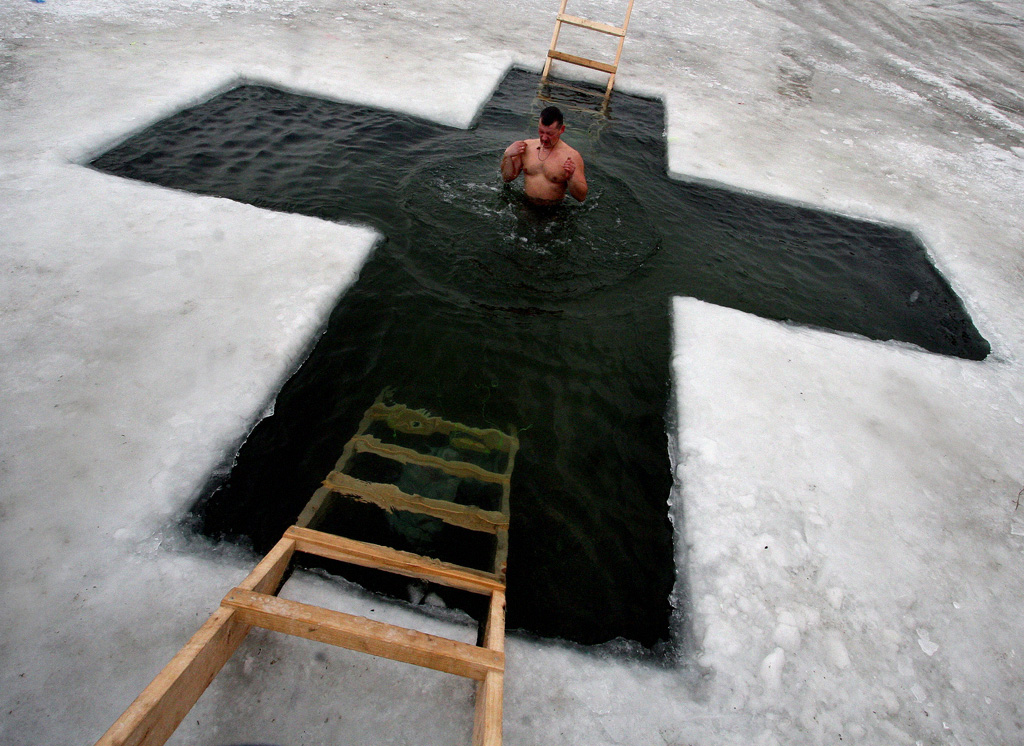
روسي أرثوذكسي يُمارس طقس الغطس التقليدي في حمّام الغطاس.

وفقاً لباحثين ومؤرخين إحدى أبرز المساهمات التي قامت بها البعثات التبشيريَّة المسيحية في أفريقيا، والصين، وغواتيمالا، والهند، وإندونيسيا، وكوريا، وأماكن أخرى كانت تطوير رعاية صحية أفضل من من خلال نشر ثقافة النظافة الشخصية وإدخال ثقافة الصابون وتوزيعه بين السكان بالإضافة إلى فرشان ومعجون الأسنان وخيط الأسنان، ووفقاً للباحث جون توماس كامينغز من جامعة ديوك «أصبحت النظافة علامة مهمة على كونك مسيحيًا» في هذه المناطق. ووفقاً للباحثة كيدرون توماس من جامعة ديلاوير كانت «النظافة المسيحية» جزءاً مهماً ودائمًا في مشروع التحديث من قبل البعثات التبشيريَّة المسيحية، وبحسب المؤرخة جين جيلمان تايلور من جامعة جامعة نيو ساوث ويلز أعتبر المبشرين البروتستانت أنَّ الصابون يُعزا إلى الثقافة البروتستانتية.
بشكل عام، ينصح العهد القديم إلى التمسك بمعايير عالية من النظافة البدنية، فضلًا عن ذكر لبعض الطقوس التي تتعلق في النظافة. ويعود استخدام الماء في العديد من البلدان المسيحية جزئياً إلى آداب استخدام المرحاض الكتابيَّة التي تشجع على الاغتسال بعد كل حالات التبرز، ويُستخدم الشطاف الصحي أو مرحاض الشطف أو البيديه من أجل التنظيف من أثر البول والغائط بالماء كما جاء في شريعة العهد القديم. يُستخدم الشطاف الصحي أو البيديه في العديد من البلدان المسيحيَّة وفي معظم البلدان الكاثوليكيَّة، مثل الفلبين والدول الأوروبية الجنوبية والأمريكية اللاتينيَّة، ومن ضمنها إيطاليا حيث استنادًا لدراسة فإنّ حوالي 95% من المنازل الأسرية تملك البيديه، والبرتغال حيث يتواجد مرحاض شطف في معظم الشقق (92%). بالإضافة إلى ذلك، فهو متواجد على نطاق واسع في فرنسا (وجدت دراسة تعود لسنة 1970 أن 95% من المنازل تملك شطافة أو البيديه) وإسبانيا، وفي أرمينيا وكرواتيا وسلوفينيا والمجر وبلغاريا وجمهورية مقدونيا ومالطا وقبرص؛ أمّا في بعض البلدان الأرثوذكسية والبروتستانتية التقليدية مثل اليونان وفنلندا على التوالي، فيُشيع الاغتسال بالشطاف الصحي. يُستخدم مرحاض الشطف أو البيديه في بعض البلدان في الأمريكتين، وهو متواجد في غالبيّة المنازل والمباني من فنادق وغيرها في الأرجنتين (90% من المنازل تحوي البيديه) وباراغواي والأوروغواي والبرازيل والمكسيك وفنزويلا وكولومبيا وغيرها من دول أمريكا اللاتينية.
في الكنيسة الأرثوذكسية الشرقية يصوم المؤمنون بعد منتصف الليل و«يُحرِّم الاتصال الجنسي في الليلة التي تسبق المناولة». كما ولا يُسمح للنساء المسيحيات الأرثوذكسيات بالحصول على المناولة أثناء فترة الحيض، هذه الممارسة شائعة إلى حد ما في جميع أنحاء اليونان وروسيا ودول مسيحية أرثوذكسية أخرى، وكذلك من قبل المسيحيين الأرثوذكس في البلدان التي يمثلون فيها أقليَّة، بما في ذلك مصر والهند وسوريا وتركيا. أثرَّت المسيحية بشدة على تطوير الآبار المقدسة في أوروبا والشرق الأوسط، ومياهها معروفة بخصائصها العلاجية.

#### عقيدة النظافة من الإيمان

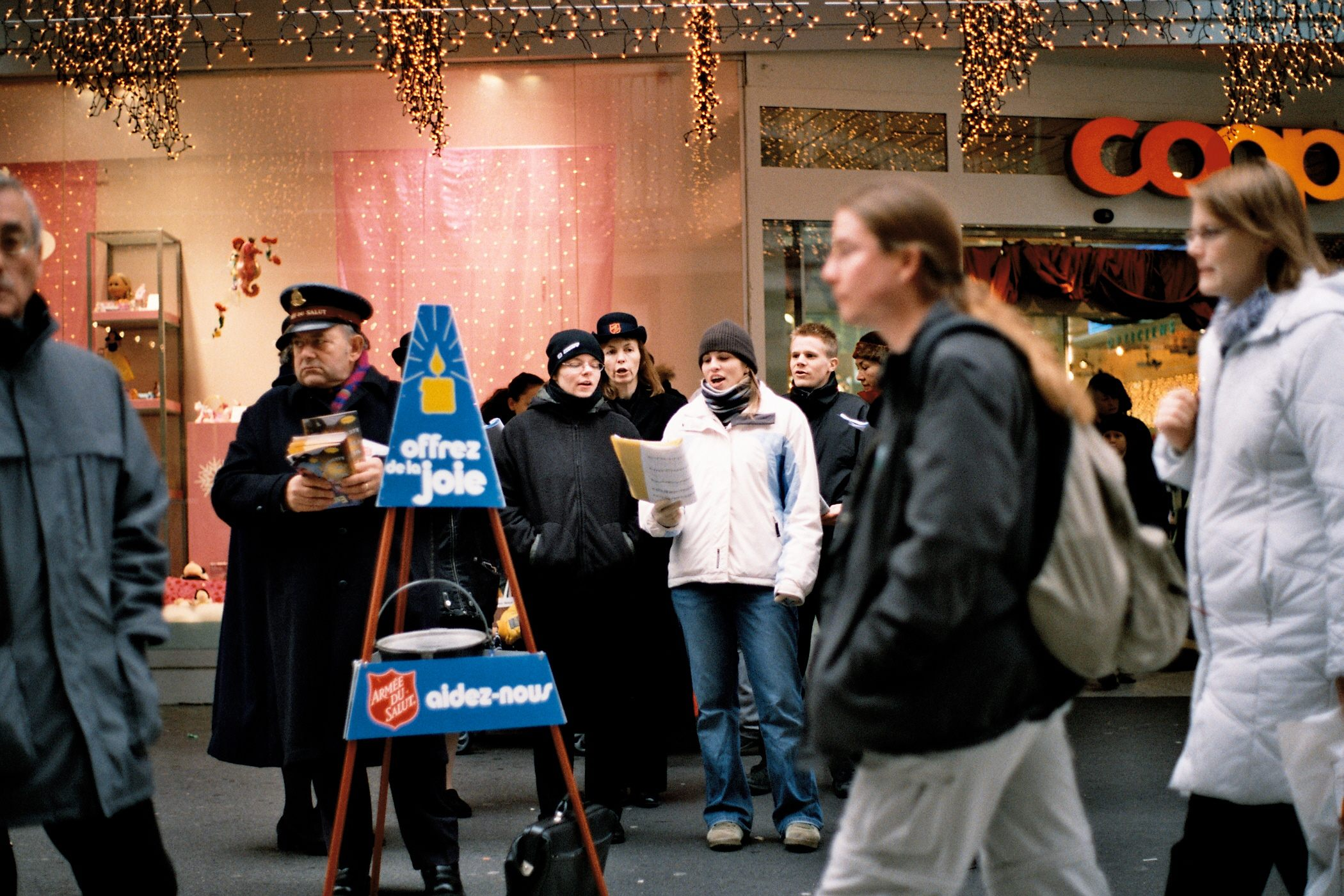
جيش الخلاص خلال حملة تبرّعات، كان للمنظمة دور في نشر والتوعية عن النظافة الشخصية.

بحلول القرن التاسع عشر تبنّت عدد من الحركات المسيحية نشر والتوعية عن النظافة الشخصية خاصًة خلال الثورة الصناعية، وذلك من خلال عقيدة النظافة من الإيمان، ومنها حركات الإنجيل الاجتماعي التي ظهرت داخل الكنائس البروتستانتية، ولعلّ أبرز هذه الحركات «جيش الخلاص» الذي شكَّله الزوجين وليم وكاثرين بوث، وقد كان لهم دور في نشر والتوعية عن النظافة الشخصية؛ ونقلًا عن كتاب الصحة والطب في التعاليم الانجيلية، كان أحد شعاراتهم الأبكر: «الصابون، الحساء، والخلاص». فضلًا عن تشديدهم على الإستحمام خاصًة عشية يوم السبت ويوم الأحد تحضيرًا للقداس وتقديمهم وإنتاج منتجات خاصة بالنظافة الشخصيّة، مثل فرشاة الأسنان ومعجون الأسنان والصابون. وشكلَّت الطبقات الوسطى الإنجليزية المتمدنة أيديولوجية النظافة المصنفة جنبًا إلى جنب مع المفاهيم الفيكتورية النموذجية، مثل المسيحية والاحترام والتقدم الاجتماعي.
من الشخصيات التي برزت في هذه الفترة أيضًا فلورنس نايتينجيل وهي قديسة في الكنيسة الأنجليكانية، فقد اهتمت فلورنس بالنظافة وقواعد التطهير، وبتمريض الصحة العامة في المجتمع وتعتبر أول من وضع قواعد للتمريض الحديث وأسس لتعليم التمريض ووضعت مستويات للخدمات التمريضية والخدمات الإدارية في المستشفيات. كما ساعدت البعثات التبشيريَّة المسيحيَّة في تطبيق ممارسة النظافة وتشجيعها في الهند، ويظهر ذلك في نمط حياة المجتمعات الهندية المسيحية، على سبيل المثال أعلنت مجلة «اكتشف الهند» قرية ماولينّونغ المسيحيَّة الواقعة في ميغالايا، أنها أنظف القرى في آسيا عام 2003، والأنظف في الهند عام 2005. ووفقاً للباحث جون توماس كامينغز من جامعة ديوك «أصبحت النظافة علامة مهمة على كونك مسيحيًا» في المناطق التي عملت فيها البعثات التبشيرية المسيحية.
من الموروثات المسيحية حول العادات الصحية والنظافة، المثل الشعبي «النظافة من الإيمان» (بالإنجليزية:Cleanliness Is Next To Godliness)، الذي أطلقه القس البروتستانتي جون ويزلي مؤسس الميثودية خلال إحدى عظاته الدينية. يُذكر أنّ ويزلي عُرف بتأكيده على النظافة والصحة والعيش البسيط، كما اعتبر رائدًا للطب الوقائي. وقد وصفة كتاب أمايزينغ جون ويزلي: «بالمحارب الأعظم من أجل النظافة، والمرّبي الصحيّ الأكبر في بريطانيا القرن الثامن عشر.» و«من الشخصيات الأبرز في العالم المسيحي التي شاركت في نشر مبدأ وممارسة النظافة الشخصية والطب الحديث والصحة الجسديّة والعقليّة.»

## معرض الصور

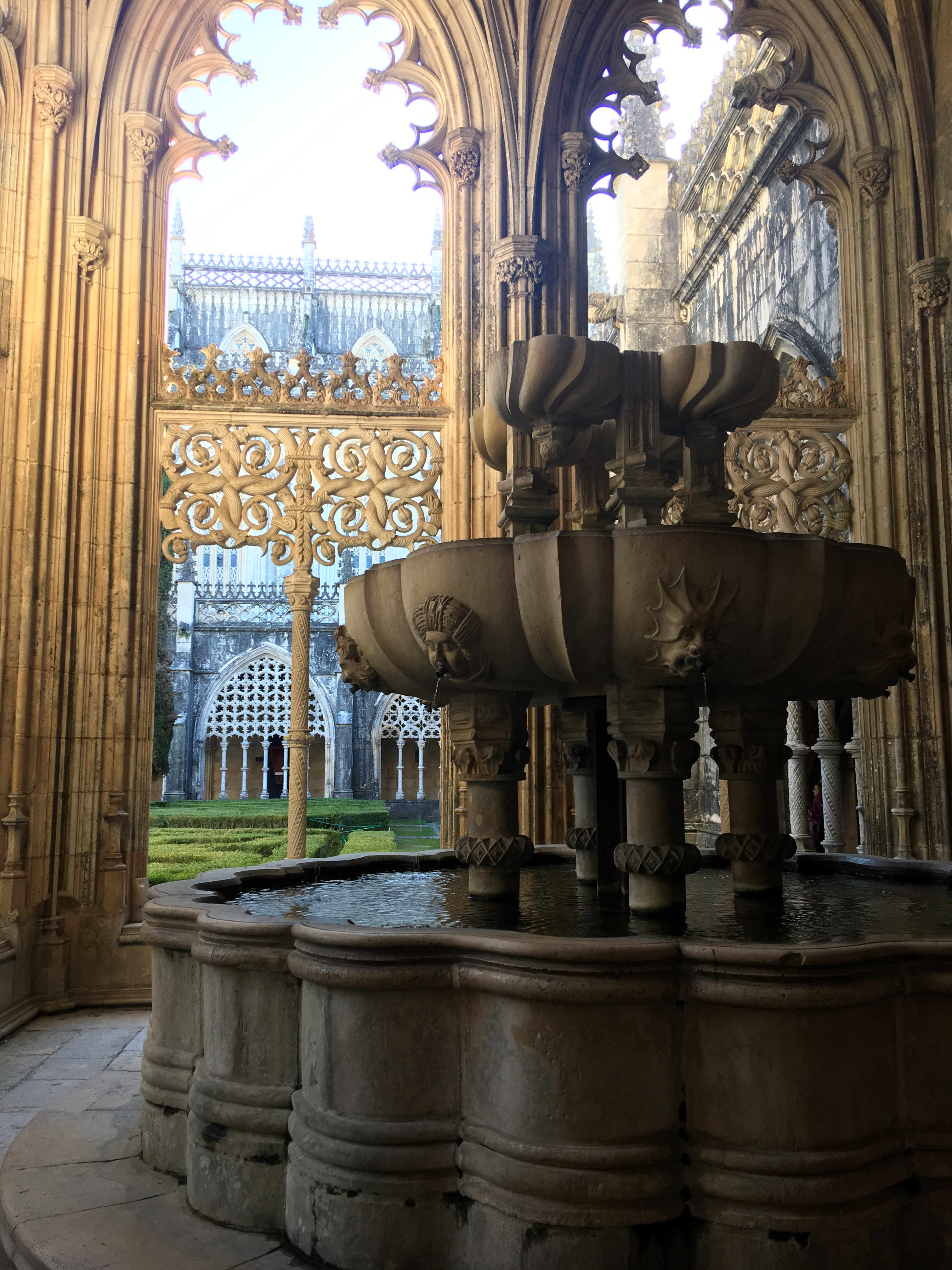
حوض الوضوء في دير باتالها بالبرتغال
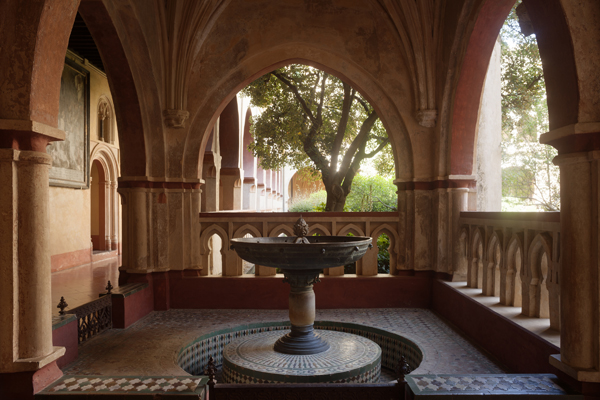
حوض الوضوء في دير سانتا ماريا دي غوادالوبي بإسبانيا
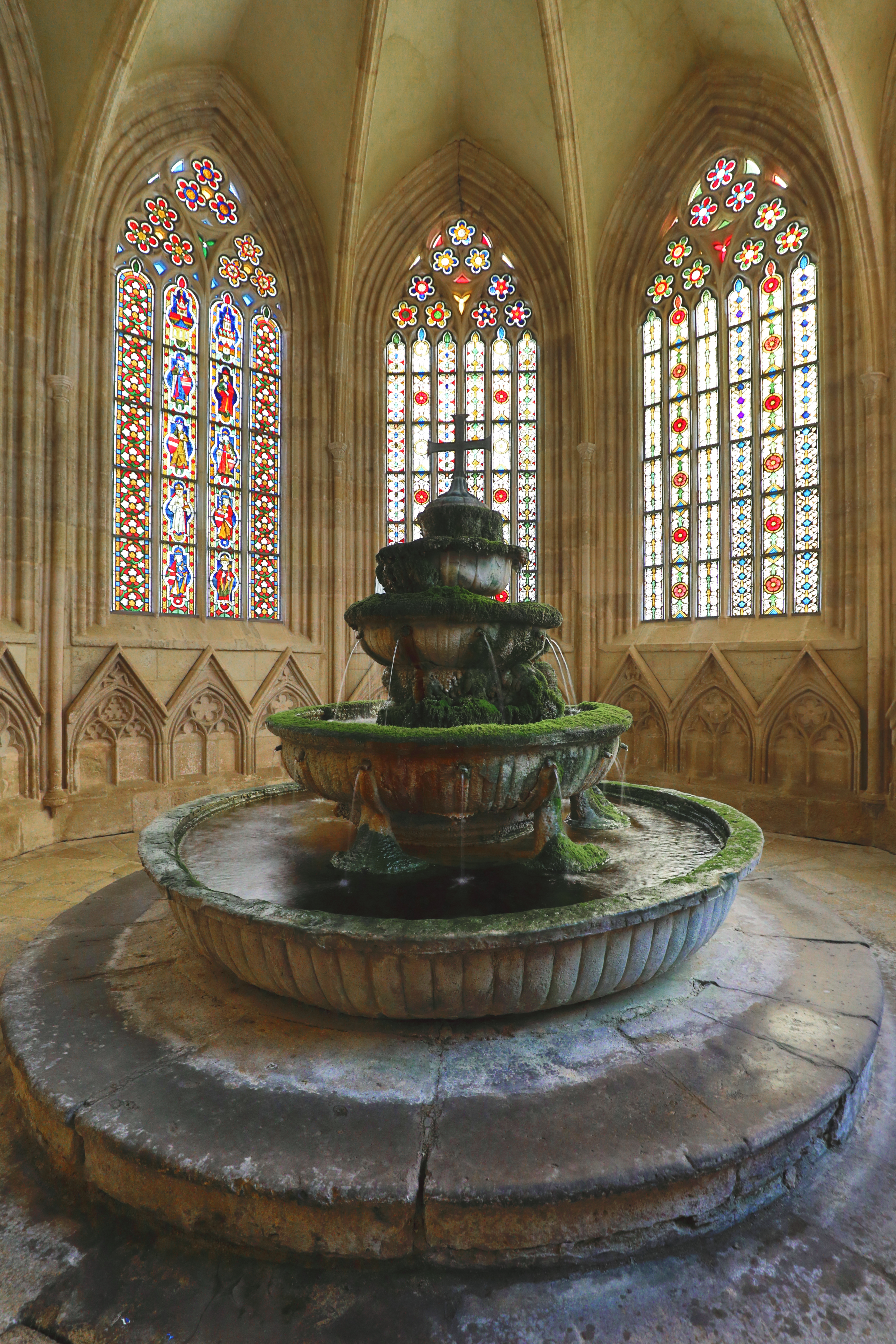
حوض الوضوء في دير هيليغنكروز بالنمسا
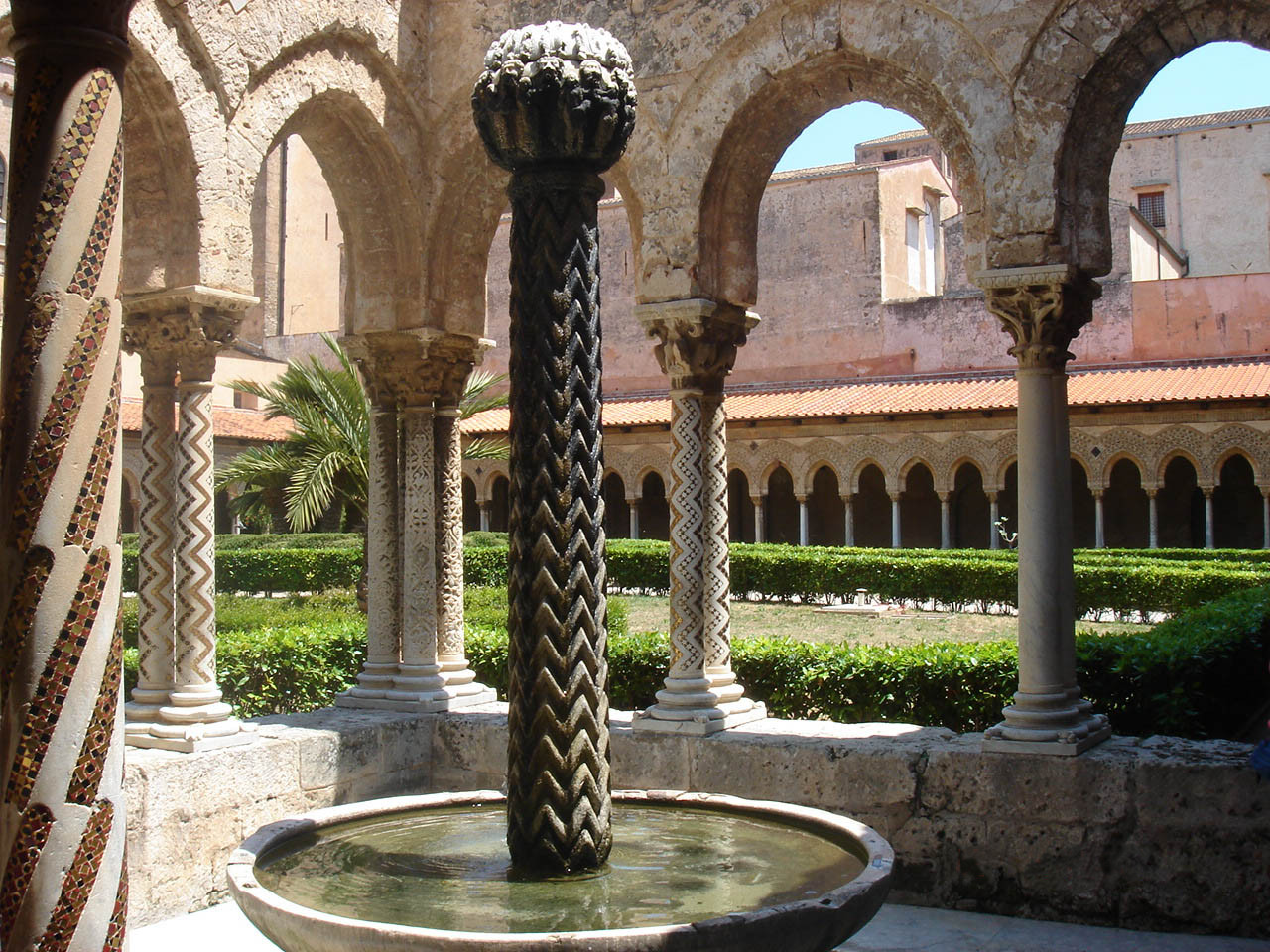
كانثار كاتدرائية مونريالي بصقلية
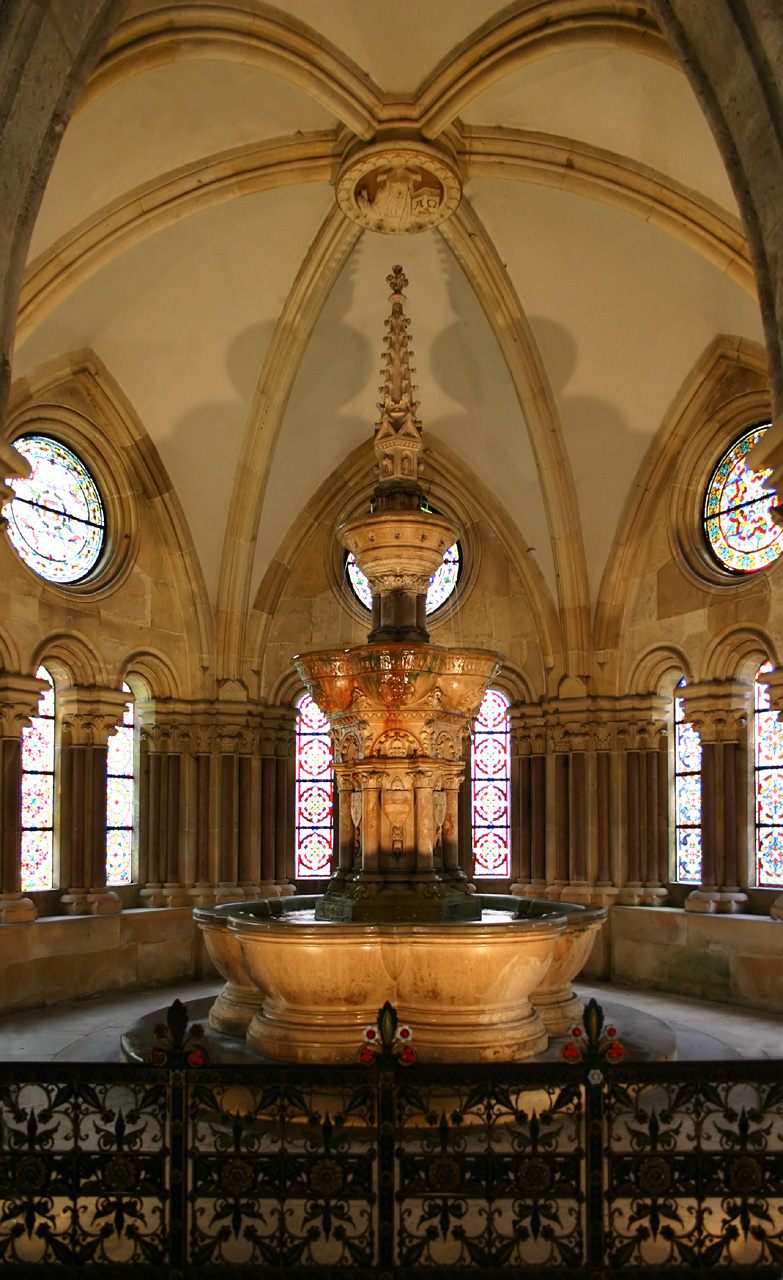
حوض الوضوء في دير ليلينفيلد بالنمسا
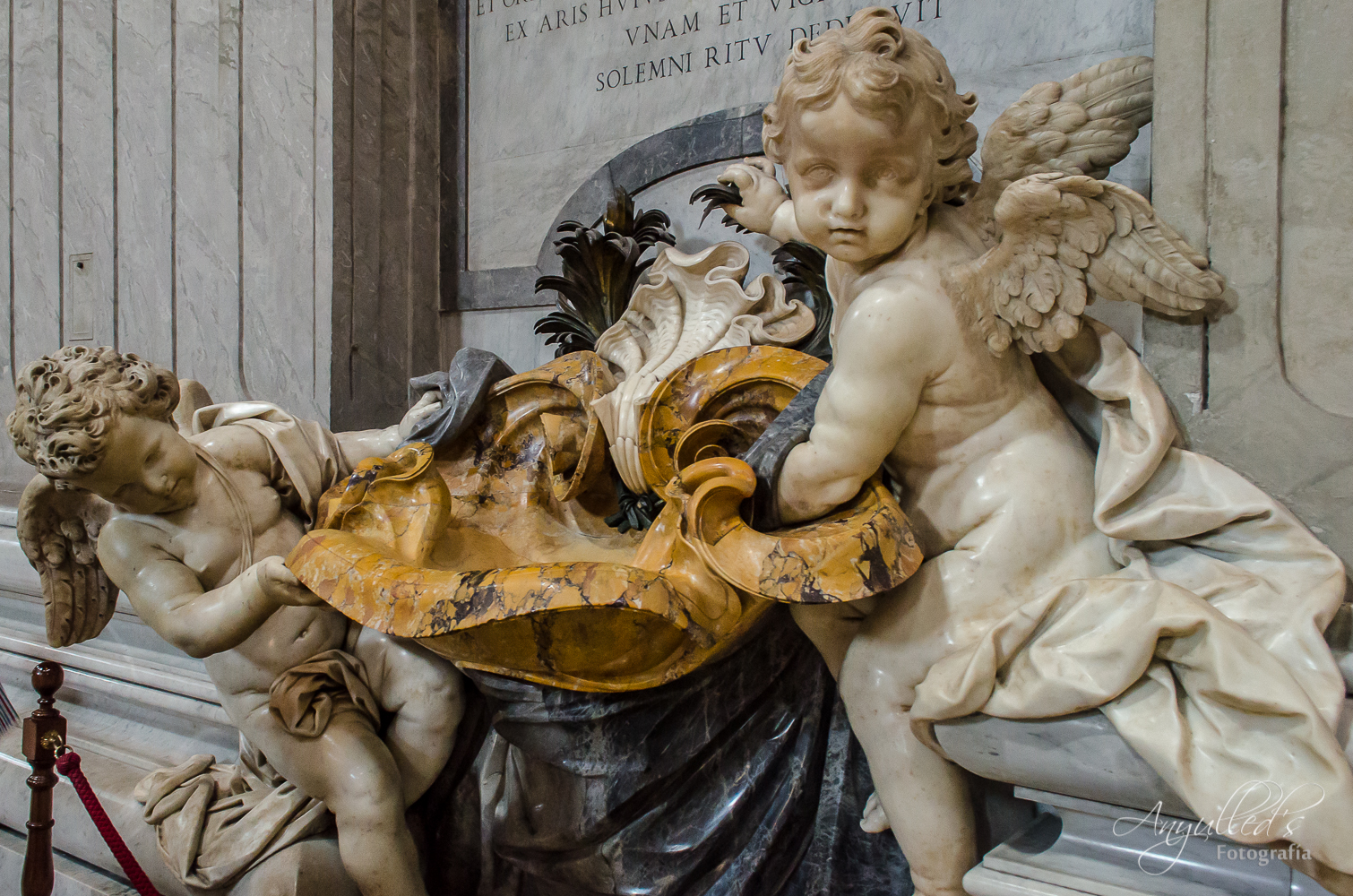
بركة الوضوء في كاتدرائية القديس بطرس
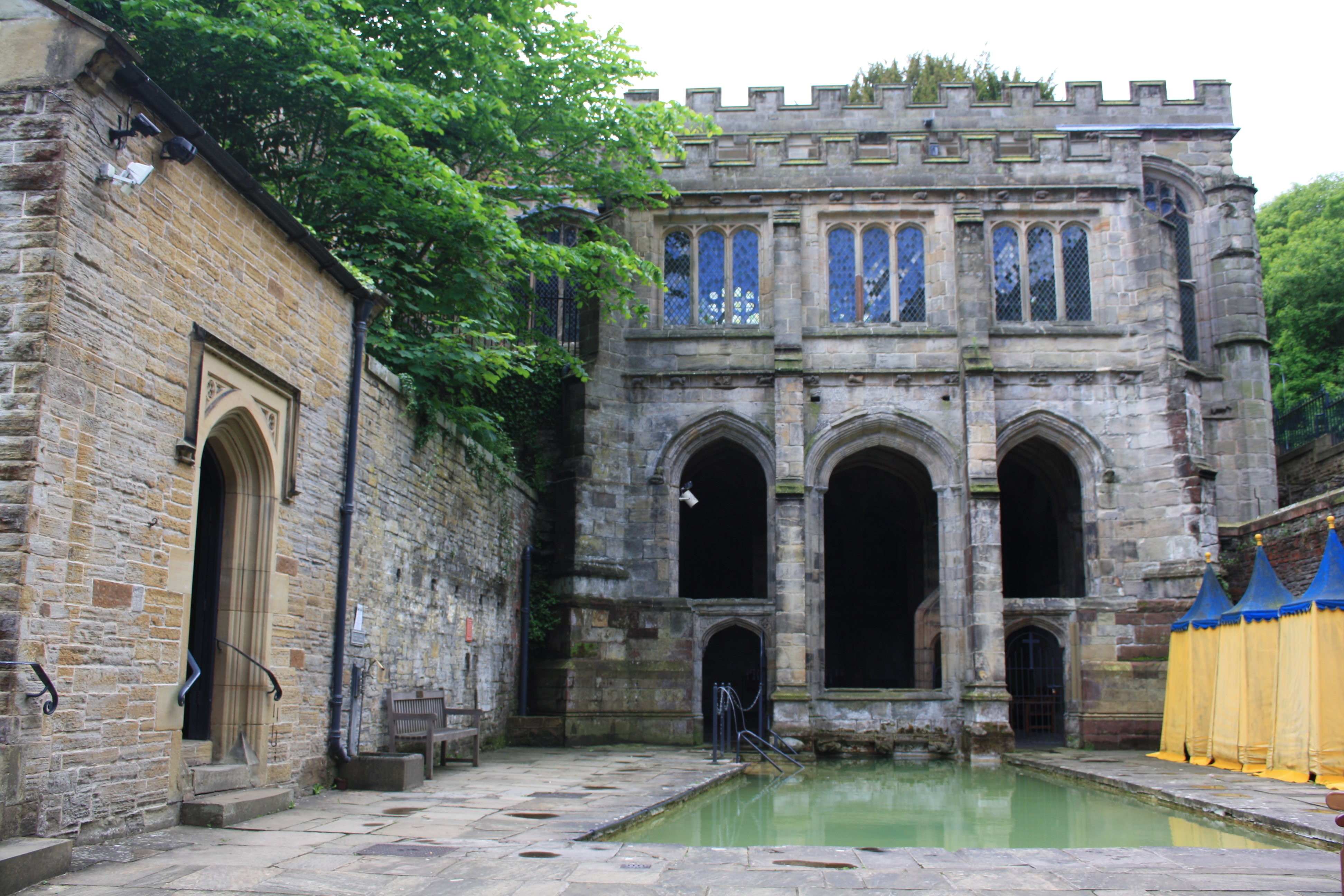
عين القديس ونيفريد في ويلز ومياهها معروفة بخصائصها العلاجية
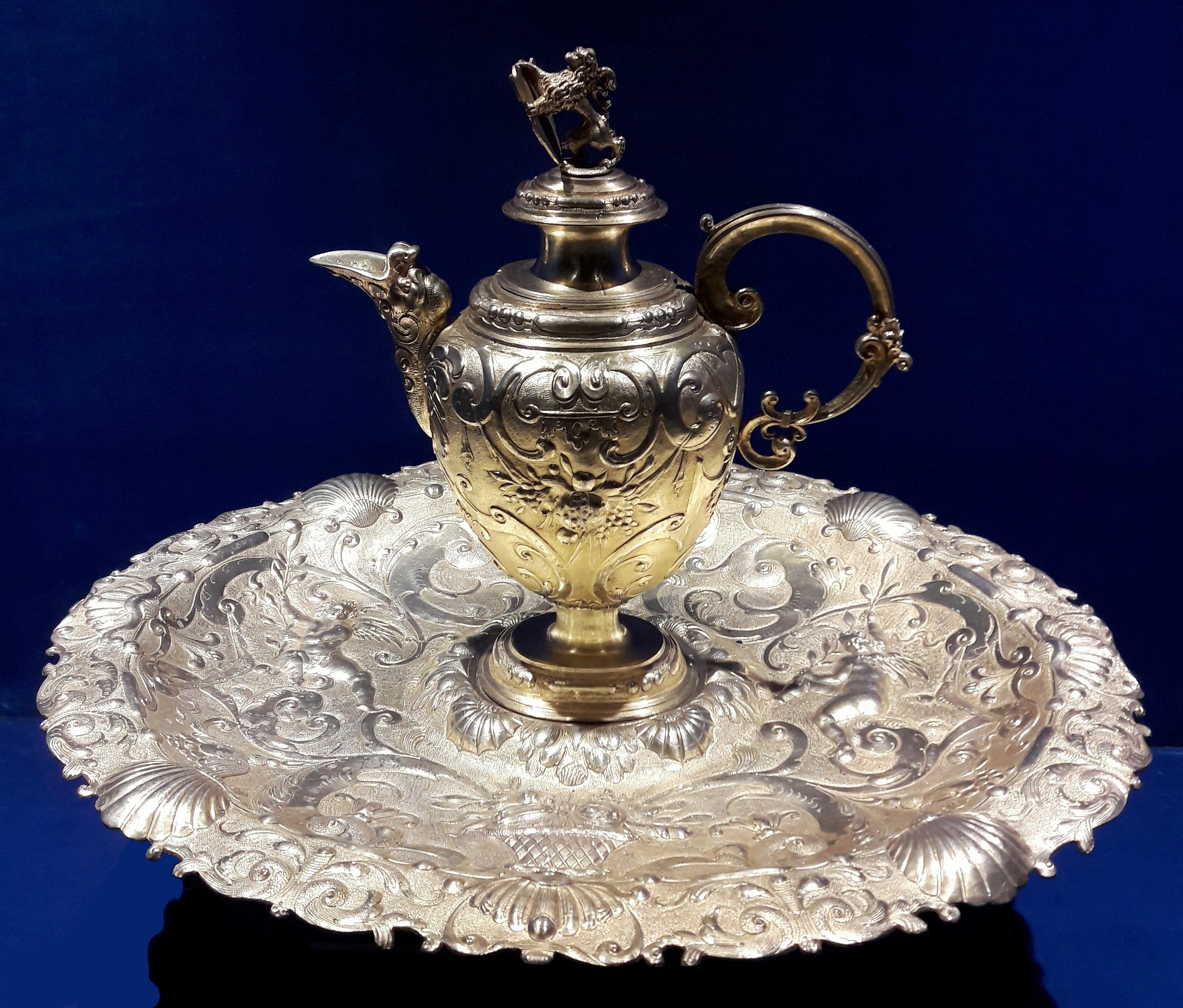
مقتنيات كنسيّة تُستخدم خلال طقس غسل الكاهن يديه خلال القداس الإلهي
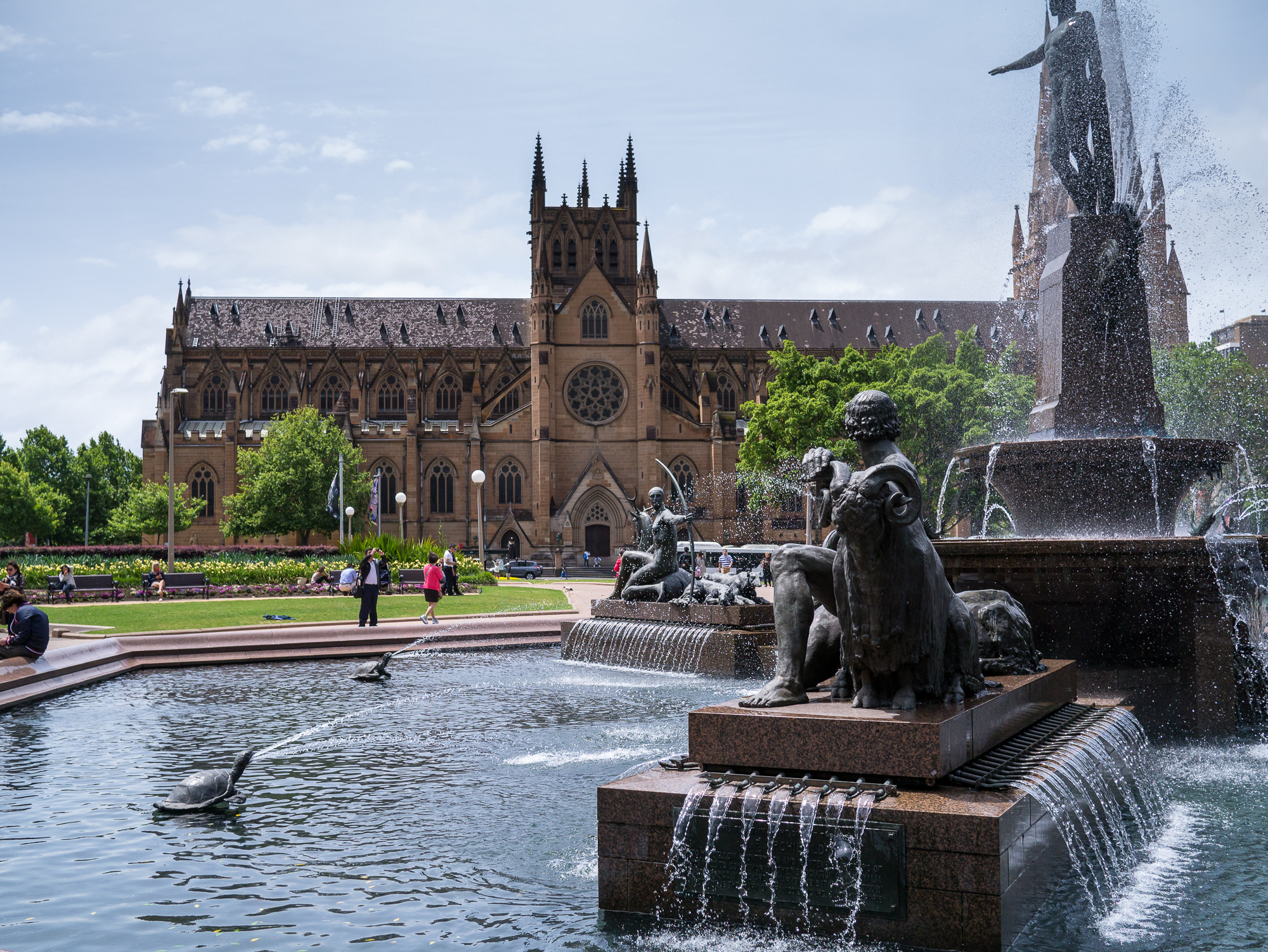
نافورة كاتدرائية القديسة مريم في مدينة سيدني
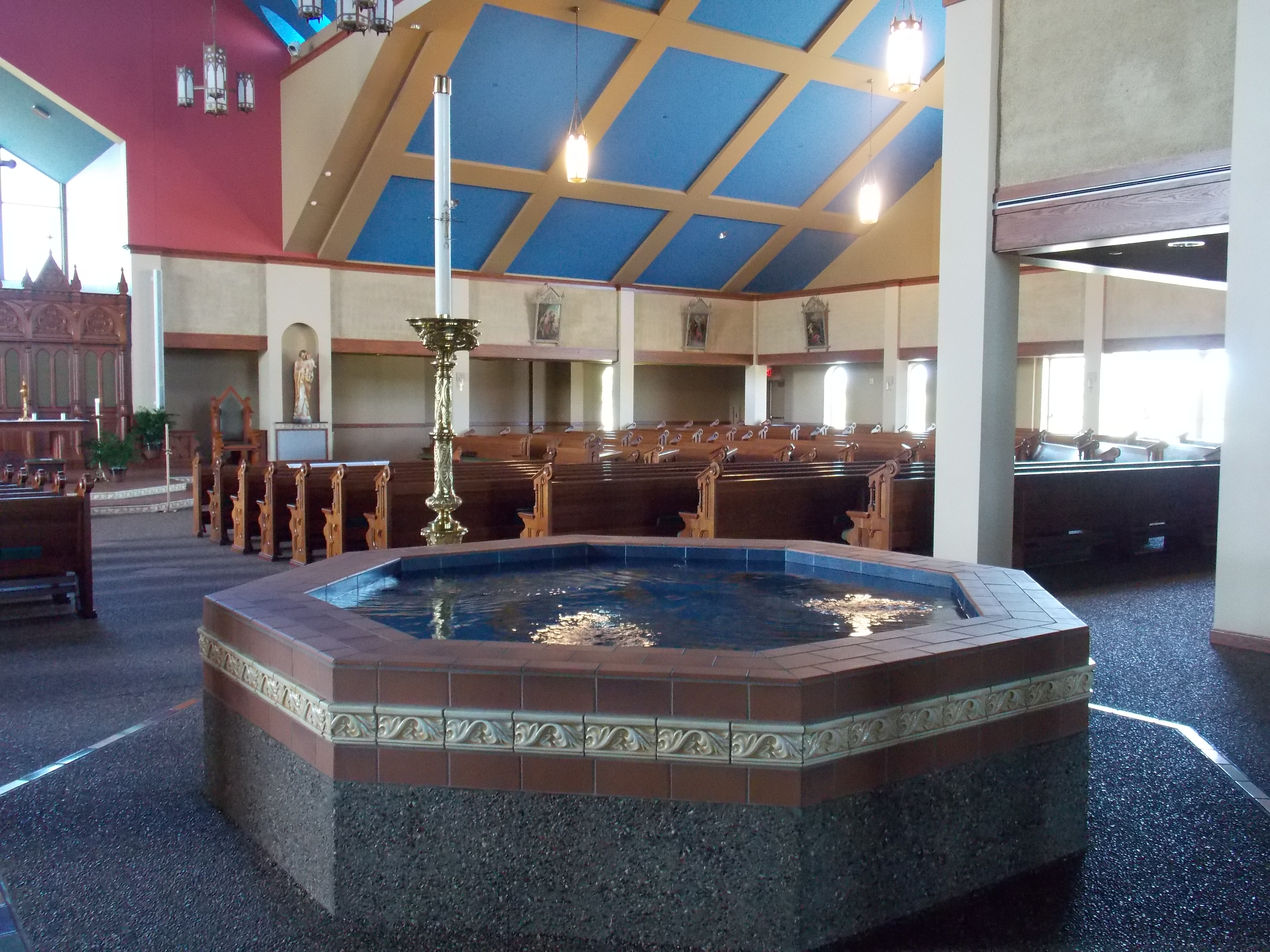
جرن المعمودية في كنيسة كاثوليكية في الولايات المتحدة
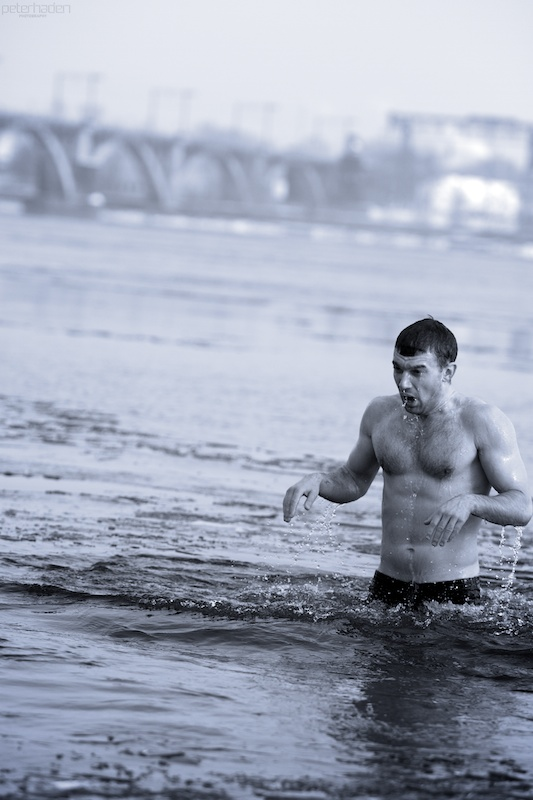
أوكراني أرثوذكسي يقوم بطقس الغطس كعلامة على التطهر خلال عيد الغطاس
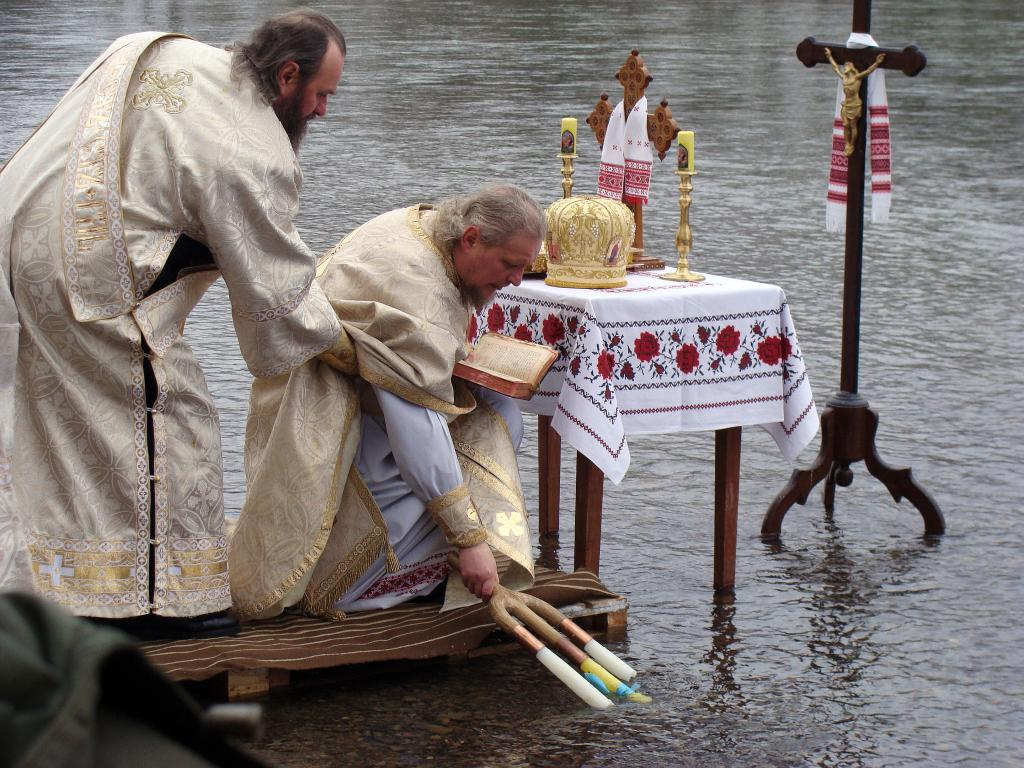
ترتبط المياه بطقوس الطهارة والتبرّك عند أغلب الكنائس المسيحيّة الشرقية
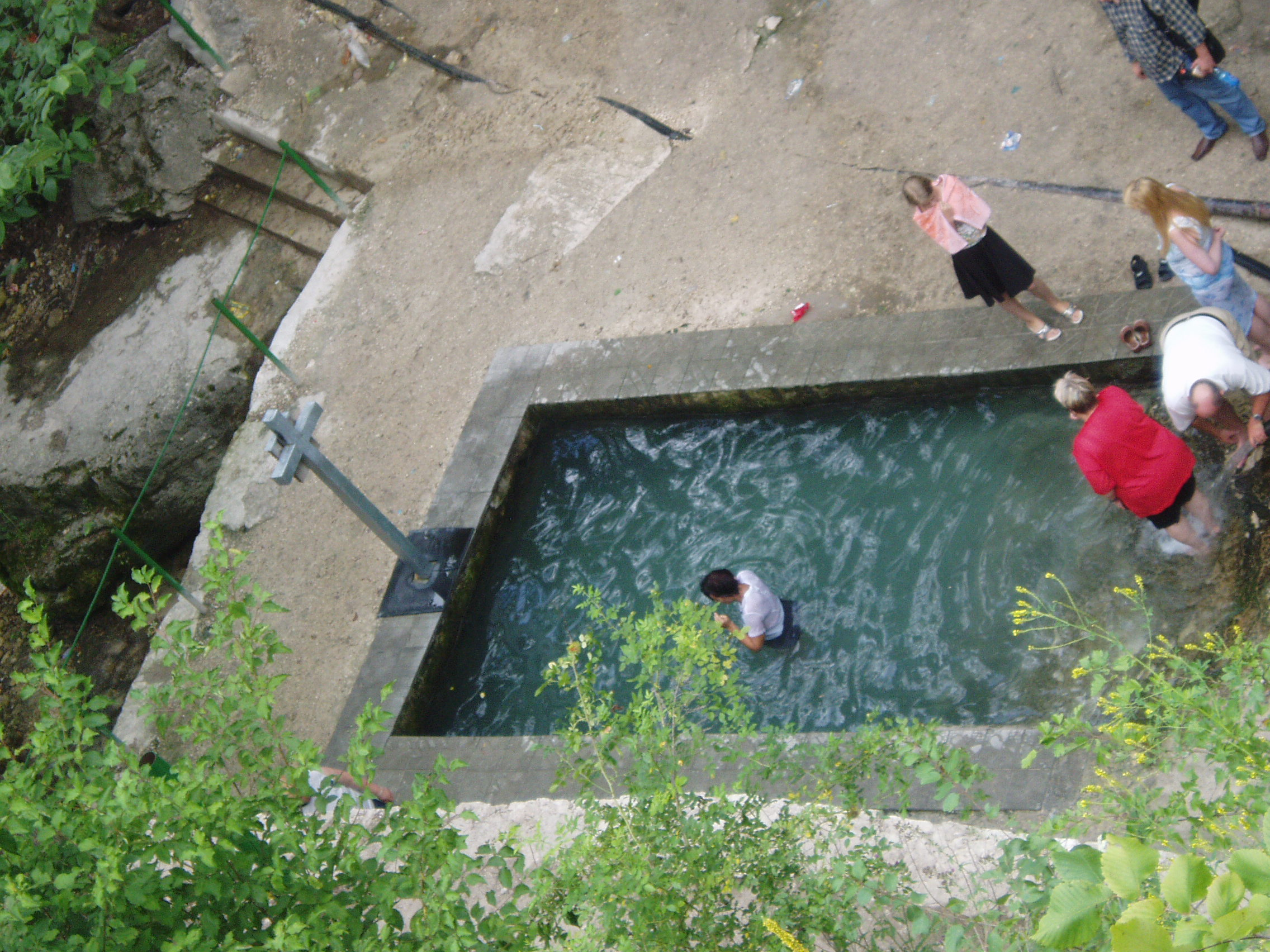
مولدوفيون يمارسون طقس الغطس كعلامة على الطهارة
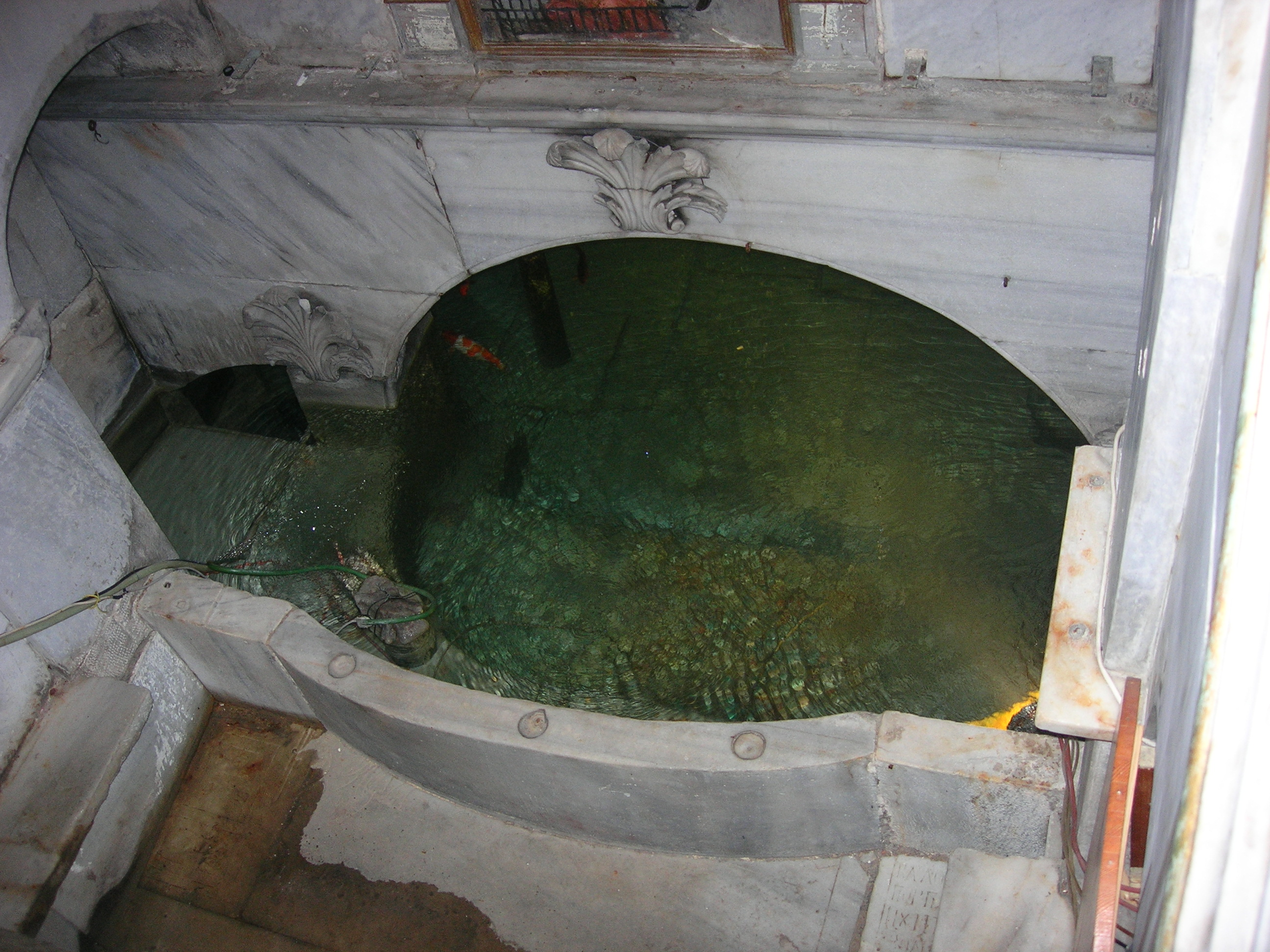
مياه ربيع الحياة ثيؤطوكوس في كنيسة القديسة مريم بمدينة إسطنبول
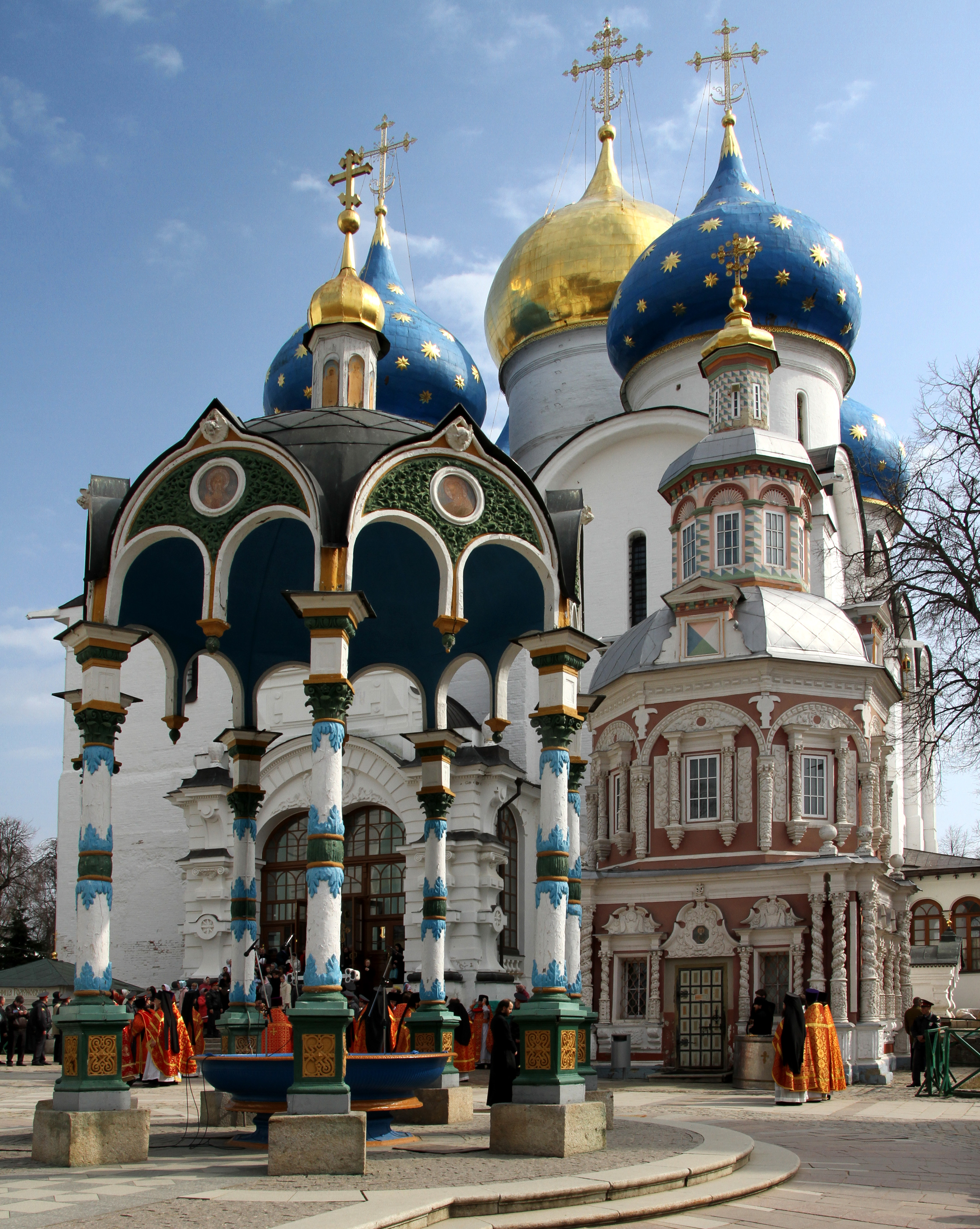
كانثار دير الثالوث المقدس للقديس سيرغي في روسيا